# Vancouver
Vancouver (englische Aussprache [væŋˈkuːvɚ] oder [vænˈkuːvɚ]) ist eine Stadt im Südwesten von British Columbia an der Westküste Kanadas. Sie liegt zwischen der Straße von Georgia und den Coast Mountains, rund 45 Kilometer nordwestlich der Grenze zu den USA. Die Stadt gehört zum Regionaldistrikt Metro Vancouver, der mit 2.642.825 Einwohnern die größte Metropolregion Westkanadas und nach Toronto und Montreal die drittgrößte des Landes bildet. Die Bevölkerungszahl der eigentlichen Stadt Vancouver beträgt 662.248. Neben Seattle und Portland ist Vancouver der Verkehrsknotenpunkt und das wirtschaftliche, wissenschaftliche und kulturelle Zentrum in der Region des Pazifischen Nordwestens. Benannt ist die Stadt nach dem britischen Kapitän George Vancouver, der die Region Ende des 18. Jahrhunderts erforschte und vermaß. Der Name Vancouver selbst stammt vom niederländischen „van Coevorden“, abgeleitet von der Stadt Coevorden.
Die Stadt entstand in den 1860er Jahren als Folge der Einwanderungswelle während des Fraser-Canyon-Goldrauschs und entwickelte sich nach der Eröffnung der transkontinentalen Eisenbahn im Jahr 1887 innerhalb weniger Jahrzehnte von einer kleinen Sägewerkssiedlung zu einer Metropole. Die Wirtschaft basierte zu Beginn auf der Ausbeutung der natürlichen Ressourcen von British Columbia: Forstwirtschaft, Bergbau, Fischerei und Landwirtschaft. Der Hafen Vancouver erlangte nach der Eröffnung des Panamakanals internationale Bedeutung. Er ist heute der größte in Kanada und exportiert mehr Güter als jeder andere Hafen in Nordamerika.
Vancouver wandelte sich mit der Zeit zu einem Dienstleistungszentrum und (insbesondere nach der Weltausstellung Expo 86) zu einem Reiseziel für Touristen. Die Stadt ist darüber hinaus hinter Los Angeles und New York der drittwichtigste Standort der nordamerikanischen Filmindustrie und wird daher auch als „Hollywood North“ bezeichnet. Die Finanzwirtschaft spielt ebenfalls eine bedeutende Rolle. In einer Rangliste der wichtigsten Finanzzentren weltweit belegt Vancouver den 15. Platz (Stand: 2018). In der Städteplatzierung des Beratungsunternehmens Mercer belegte Vancouver im Jahr 2018 unter 231 Großstädten weltweit den fünften Platz nach Lebensqualität.
Vancouver veranstaltete vom 12. bis 28. Februar 2010 die XXI. Olympischen Winterspiele. Einige Wettbewerbe der Spiele fanden im 125 Kilometer von Vancouver entfernten Whistler statt. Nach Montreal im Jahr 1976 (Sommerspiele) und Calgary im Jahr 1988 war Vancouver die dritte kanadische Stadt, die Olympische Spiele veranstaltet hat.

## Geographie

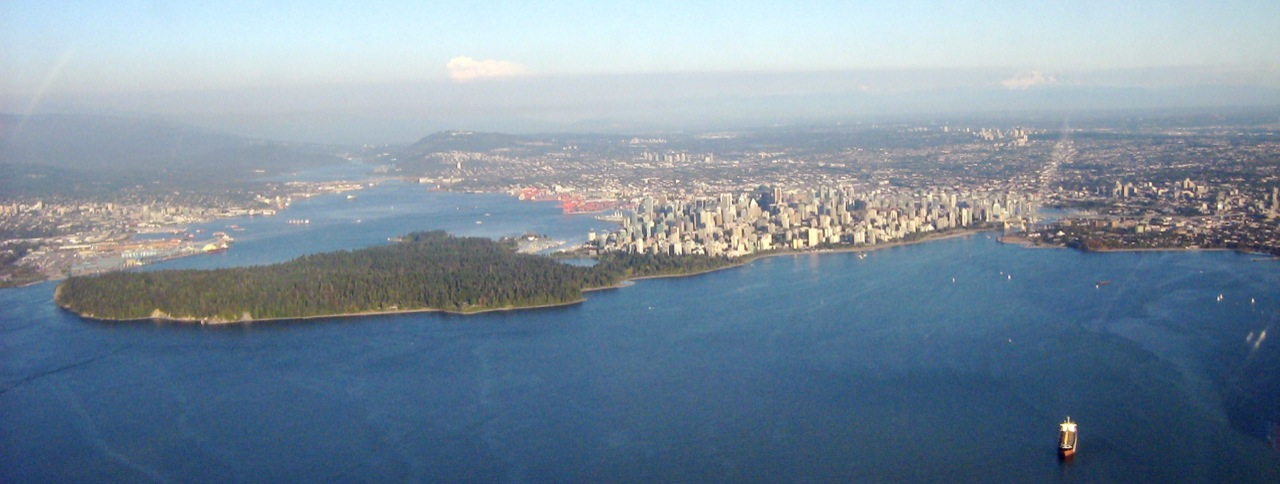
Luftansicht des Stadtzentrums und des Stanley Parks

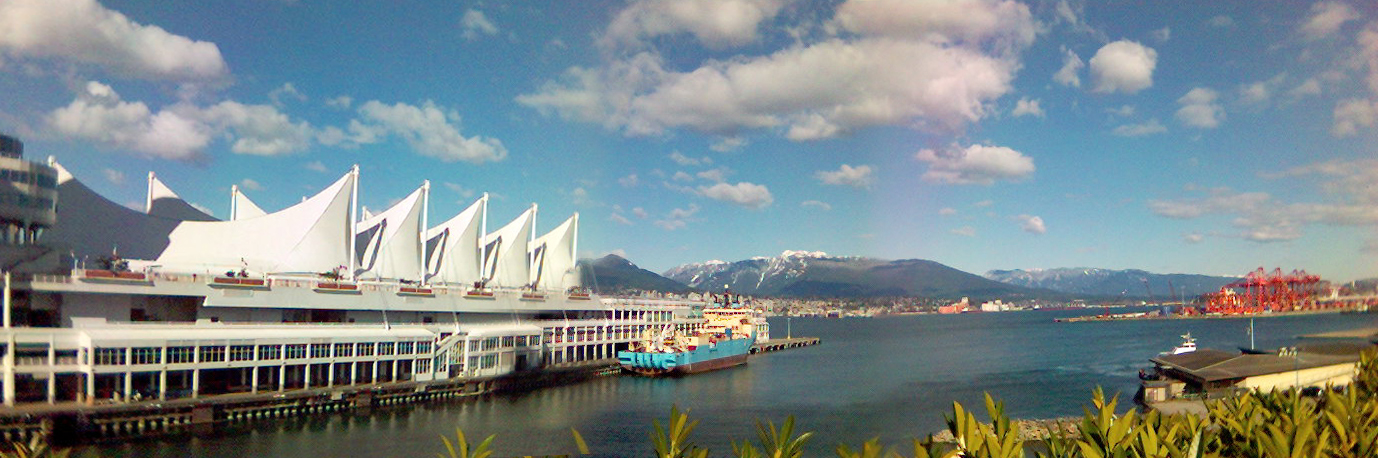
Canada Place, im Hintergrund der Burrard Inlet und die North Shore Mountains

### Lage und Nachbarorte

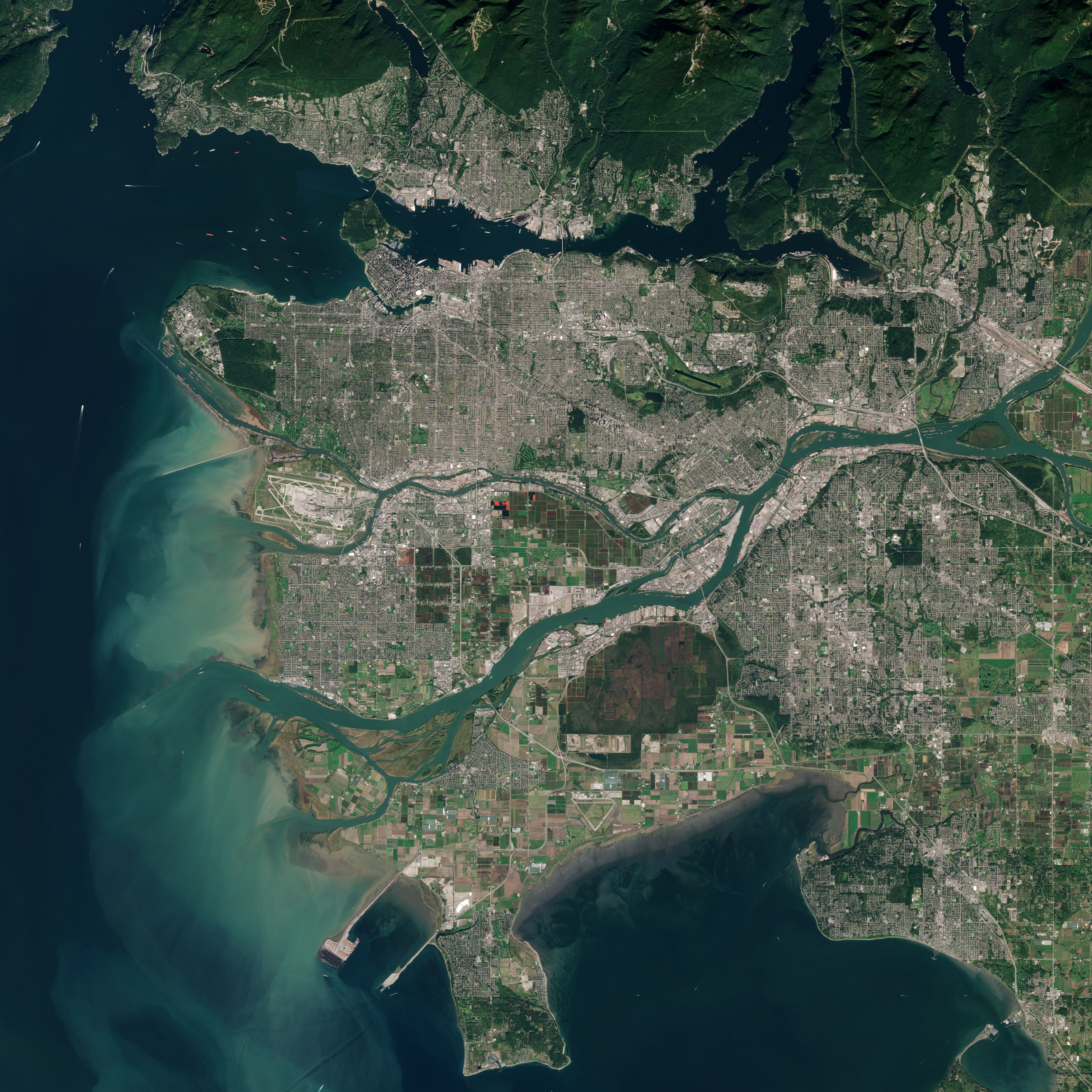
Satellitenbild von Vancouver

Vancouver liegt an der Straße von Georgia, einem Meeresarm, der durch Vancouver Island vom Pazifischen Ozean abgeschirmt wird. Das 114,67 km² große Stadtgebiet erstreckt sich auf der Burrard-Halbinsel, zwischen dem rund 25 km langen Burrard Inlet im Norden und dem Fraser River im Süden. An der Westseite der Halbinsel befindet sich die English Bay. An ihrer Nordküste wird die Burrard-Halbinsel durch einen weiteren Meeresarm, den rund zwei Kilometer langen False Creek, nochmals unterteilt. Auf dieser kleineren Halbinsel liegen das Stadtzentrum (Downtown) und der Stanley Park, einer der größten städtischen Parks in Nordamerika. An der Westseite des Parks ragt der Siwash Rock in die Höhe, ein markanter Felsen vulkanischen Ursprungs. Das Stadtgebiet Vancouvers umfasst flaches und hügeliges Terrain, die höchste Stelle liegt auf 167 m über Meer, auf dem Little Mountain im Queen Elizabeth Park.
Die Stadt ist bekannt für ihre landschaftlich reizvolle Lage. Hoch aufragende Berge prägen das Stadtbild; diese gehören zu den North Shore Mountains, der südlichsten Kette der Coast Mountains. Die drei Hausberge Grouse Mountain (1231 m), Mount Seymour (1449 m) und Mount Strachan (1454 m) liegen am Nordufer des Burrard Inlet direkt gegenüber der Stadt. An klaren Tagen ist im Südosten der Vulkan Mount Baker erkennbar, der im US-Bundesstaat Washington liegt. Die Berge an der Sunshine Coast im Nordwesten sowie Vancouver Island im Westen und Südwesten runden die Szenerie ab.
Die Nachbargemeinden Vancouvers sind West Vancouver im Nordwesten, North Vancouver im Norden, der Distrikt North Vancouver im Nordosten, Burnaby im Osten und Richmond im Süden. Die University Endowment Lands im Westen sind ein gemeindefreies Gebiet und bilden einen Teil des Greater Vancouver Electoral Area A.

### Vegetation

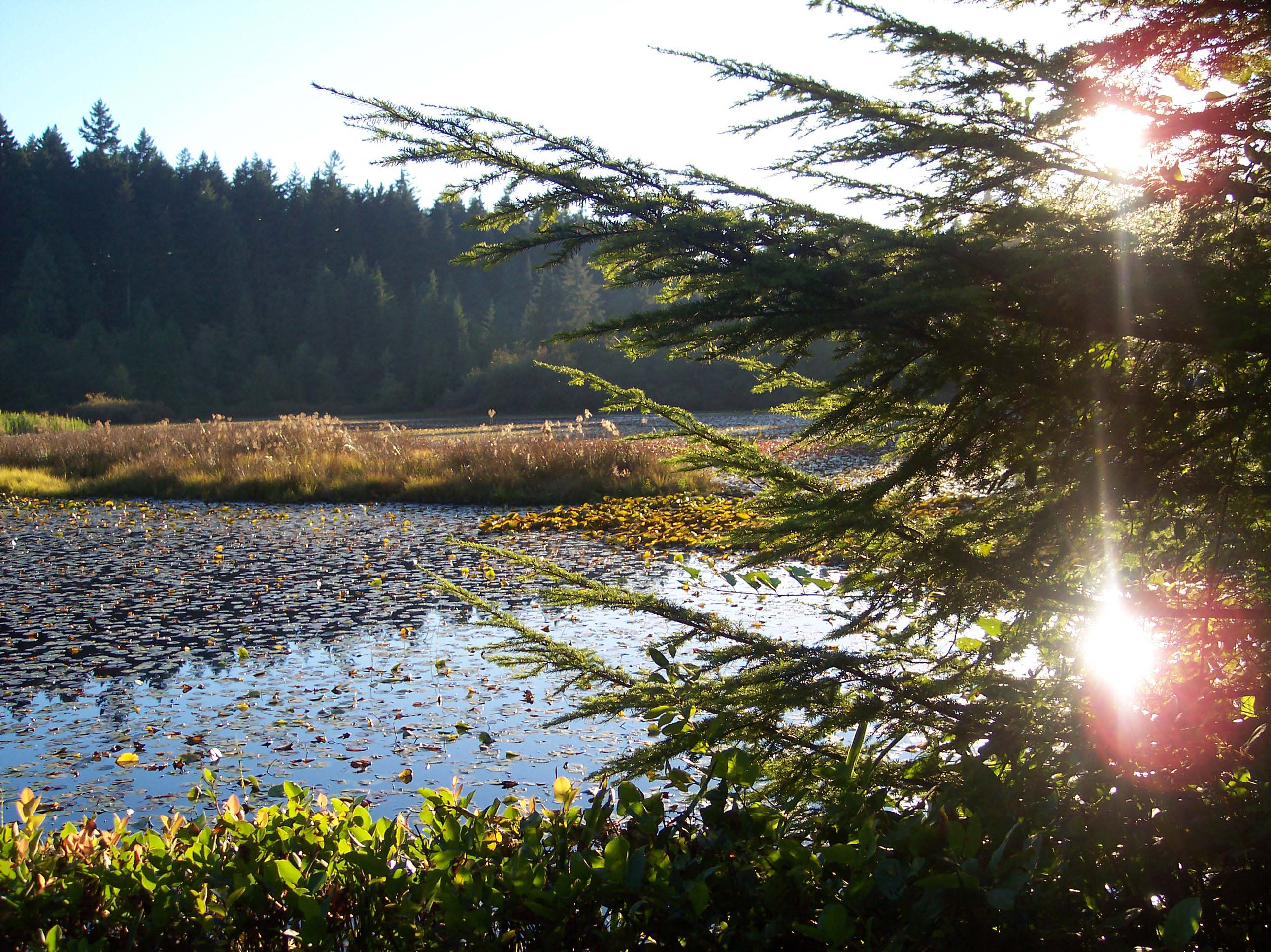
Der Beaver Lake im Stanley Park

Die ursprüngliche Vegetation Vancouvers und seiner Vororte war gemäßigter Regenwald, bestehend aus Nadelbäumen sowie vereinzelten Ahornen und Erlen, durchsetzt von Sümpfen (aufgrund der schlechten Wasserableitung selbst in höheren Lagen). Die Nadelbäume waren eine für die Küste von British Columbia typische Mischung aus Sitka-Fichten, Riesenlebensbäumen, Westamerikanischen Hemlocktannen, Douglasien und Pazifischen Eiben. Nur an der Elliott Bay in Seattle sollen die mächtigsten Bäume dieser Arten noch größer gewesen sein als am Burrard Inlet und an der English Bay. Die höchsten Bäume in Vancouvers Primärwald standen im Gebiet Gastown, wo die Forstwirtschaft erstmals tätig war, sowie an den Südufern von False Creek und English Bay (insbesondere an der Jericho Beach). Der Baumbestand im Stanley Park ist mehrheitlich Sekundärwald, doch existieren dort auch einige unter besonderem Schutz stehende und gekennzeichnete Bäume, die in voreuropäischer Zeit von Indianern bearbeitet worden sind (Culturally Modified Trees).
Zahlreiche Pflanzen- und Baumarten, die in Vancouver und im restlichen Lower Mainland wachsen, wurden aus anderen Teilen Nordamerikas und anderen Kontinenten hierher importiert. Verschiedene Palmenarten sind häufig anzutreffen, aber auch eine große Anzahl weiterer exotischer Bäume wie Araukarie und Fächer-Ahorn sowie Magnolien, Azaleen und Rhododendren. Zahlreiche Rhododendren sind zu enormer Größe angewachsen, wie auch andere aus den kälteren Klimazonen Ostkanadas und Europas stammende Arten. Viele Straßen der Stadt werden seit den 1930er Jahren von japanischen Kirschbäumen gesäumt, die von Japan gestiftet wurden.

### Klima
Im Vergleich zum kanadischen Durchschnitt ist das Klima in Vancouver aufgrund des Einflusses der Kuroshio-Strömung ungewöhnlich mild. Die Winter sind die viertwärmsten in den vom kanadischen Umweltministerium erfassten Städten, nach Victoria, Nanaimo und Duncan (alle auf der nahe gelegenen Vancouver Island gelegen). Durch die Nähe zum Meer bildet sich ein Mikroklima, die Wintertemperaturen sind in der Regel 2 bis 4 °C wärmer und die Sommertemperaturen 3 bis 8 °C kälter als im Landesinneren. An durchschnittlich 46 Tagen im Jahr fällt die Tagestiefsttemperatur unter den Gefrierpunkt, an nur zwei Tagen unter −10 °C. Die durchschnittlichen Tageshöchstwerte betragen im Juli und August rund 22 °C, können aber vereinzelt auf mehr als 26 °C ansteigen.

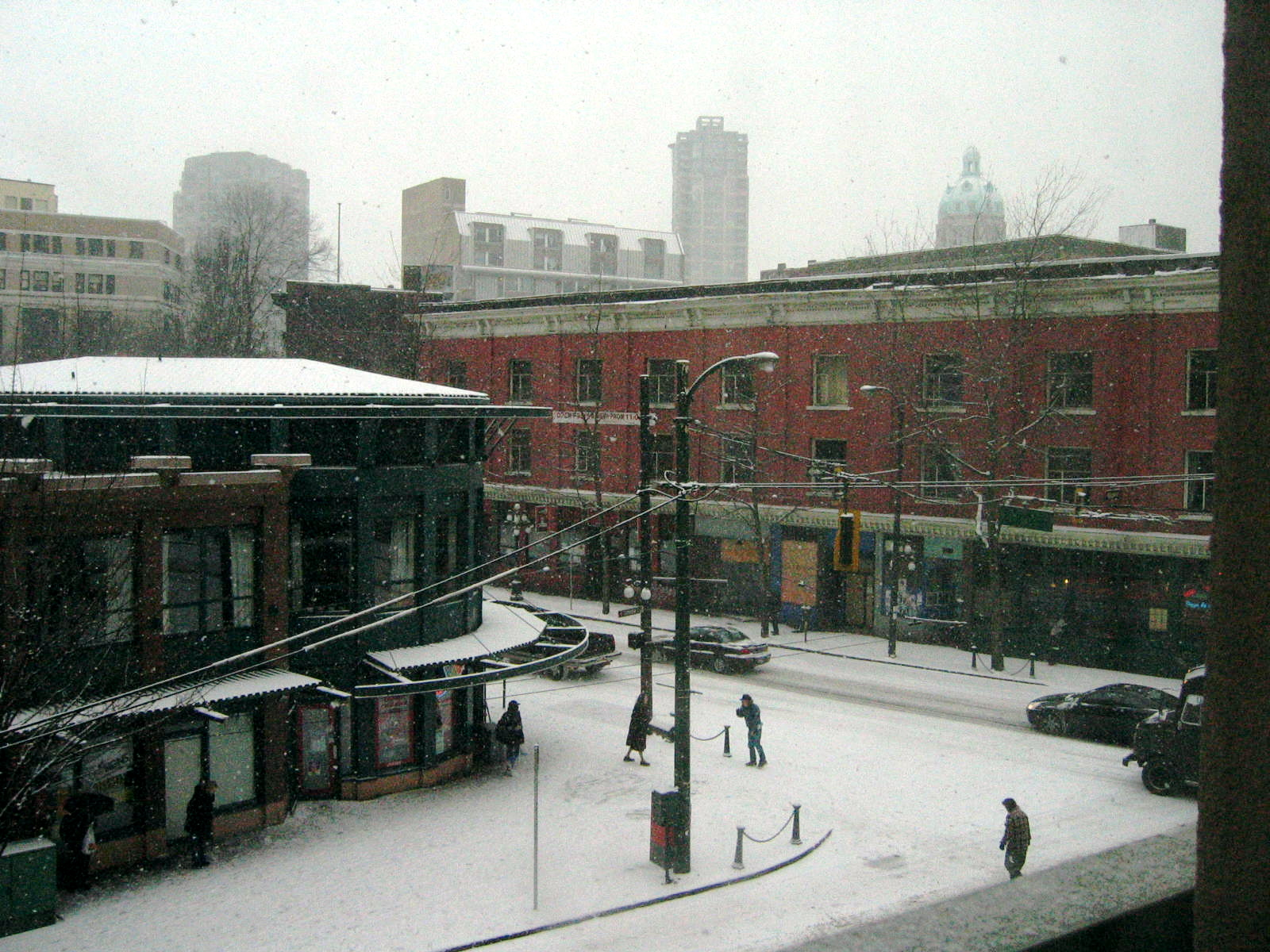
Seltener Schneefall in Gastown

Vancouver gilt als regnerische Stadt, im Durchschnitt regnet es pro Jahr an 166 Tagen. Zwischen November und März kann oft bis zu 20 Tage hintereinander Regen fallen, wenn die als Pineapple Express (Ananas-Express) bezeichnete subtropische Windströmung warme und feuchte Luft aus Hawaii heranführt. Als Faustregel gilt, dass pro 100 Höhenmeter rund 100 mm mehr Niederschlag zu erwarten sind. Schnee fällt in den höher gelegenen östlichen und nördlichen Vororten weitaus häufiger als in der Stadt und auf Meereshöhe. Die jährliche Schneemenge beträgt zwar nur knapp einen halben Meter, doch schon leichter Schneefall kann zum Schließen von Schulen, Geschäften und zu großflächigen Verkehrsproblemen führen. Dies hat damit zu tun, dass der Schnee aufgrund der Küstennähe sehr nass ist und sich durch das mehrmalige Steigen und Sinken der Temperatur über bzw. unter den Gefrierpunkt Straßenglätte bildet.
Es gibt jährlich bis zu sechs Gewitter. Diese treten meist im Spätherbst und im Winter auf und werden manchmal von Hagel begleitet. Die geringe Anzahl ist darauf zurückzuführen, dass sich der Meeresarm selten genügend erwärmt, um ideale Bedingungen für Gewitter zu schaffen.
|                        | Jan   | Feb   | Mär   | Apr  | Mai  | Jun  | Jul  | Aug  | Sep  | Okt   | Nov   | Dez   |   |      |
| Mittl. Temperatur (°C) | 4,1   | 4,9   | 6,9   | 9,4  | 12,8 | 15,7 | 18,0 | 18,0 | 14,9 | 10,3  | 6,3   | 3,6   | ⌀ | 10,4 |
| Mittl. Tagesmax. (°C)  | 6,9   | 8,2   | 10,3  | 13,2 | 16,7 | 19,6 | 22,2 | 22,2 | 18,9 | 13,5  | 9,2   | 6,3   | ⌀ | 14   |
| Mittl. Tagesmin. (°C)  | 1,4   | 1,6   | 3,4   | 5,6  | 8,8  | 11,7 | 13,7 | 13,8 | 10,8 | 7,0   | 3,5   | 0,8   | ⌀ | 6,9  |
|                        |       |       |       |      |      |      |      |      |      |       |       |       |   |      |
| Niederschlag (mm)      | 168,4 | 104,6 | 113,9 | 88,5 | 65,0 | 53,8 | 35,6 | 36,7 | 50,9 | 120,8 | 188,9 | 161,9 | Σ | 1189 |
|                        |       |       |       |      |      |      |      |      |      |       |       |       |   |      |
| Sonnenstunden (h/d)    | 1,9   | 3,2   | 4,3   | 6,2  | 7,2  | 7,6  | 9,3  | 8,9  | 7,1  | 3,9   | 2,0   | 1,8   | ⌀ | 5,3  |
|                        |       |       |       |      |      |      |      |      |      |       |       |       |   |      |
| Regentage (d)          | 19,5  | 15,4  | 17,8  | 14,8 | 13,2 | 11,5 | 6,3  | 6,7  | 8,3  | 15,4  | 20,4  | 19,7  | Σ | 169  |

| 1,4 |

| 1,6 |

| 3,4 |

| 5,6 |

| 8,8 |

| 11,7 |

| 13,7 |

| 13,8 |

| 10,8 |

| 7,0 |

| 3,5 |

| 0,8 |

| 1,4 |

| 1,6 |

| 3,4 |

| 5,6 |

| 8,8 |

| 11,7 |

| 13,7 |

| 13,8 |

| 10,8 |

| 7,0 |

| 3,5 |

| 0,8 |

### Stadtgliederung

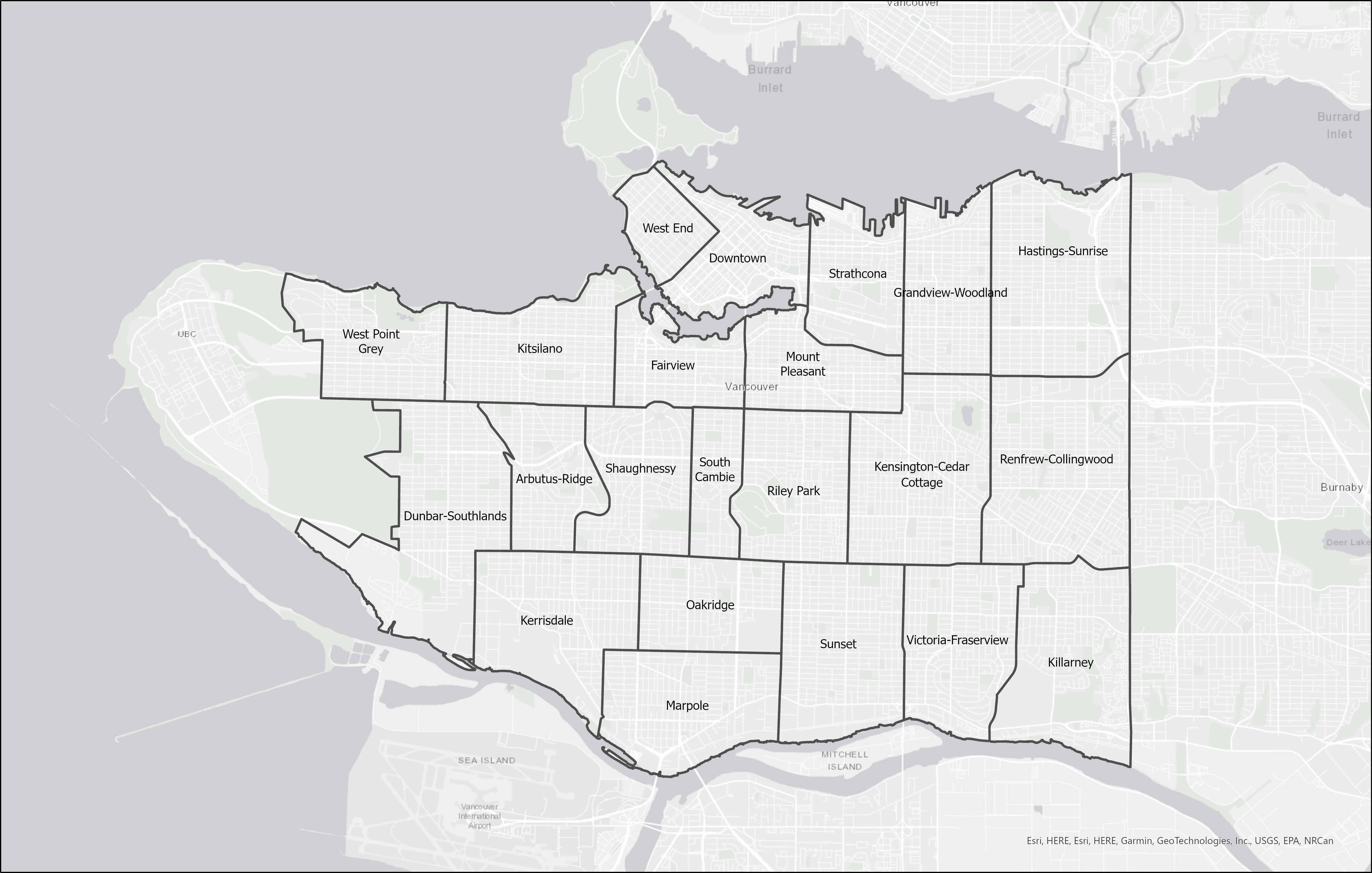
Karte der Stadtviertel

Vancouver gliedert sich in 22 Stadtbezirke, neighbourhoods genannt:
- Arbutus Ridge
- Downtown
- Dunbar-Southlands
- Fairview
- Granview-Woodland
- Hastings-Sunrise
- Kensington-Cedar Cottage
- Kerrisdale
- Killarney
- Kitsilano
- Marpole
- Mount Pleasant
- Oakridge
- Renfrew-Collingwood
- Riley Park
- Shaughnessy
- South Cambie
- Strathcona
- Sunset
- Victoria-Fraserview
- West End
- West Point Grey

## Geschichte

### Voreuropäische Besiedlung

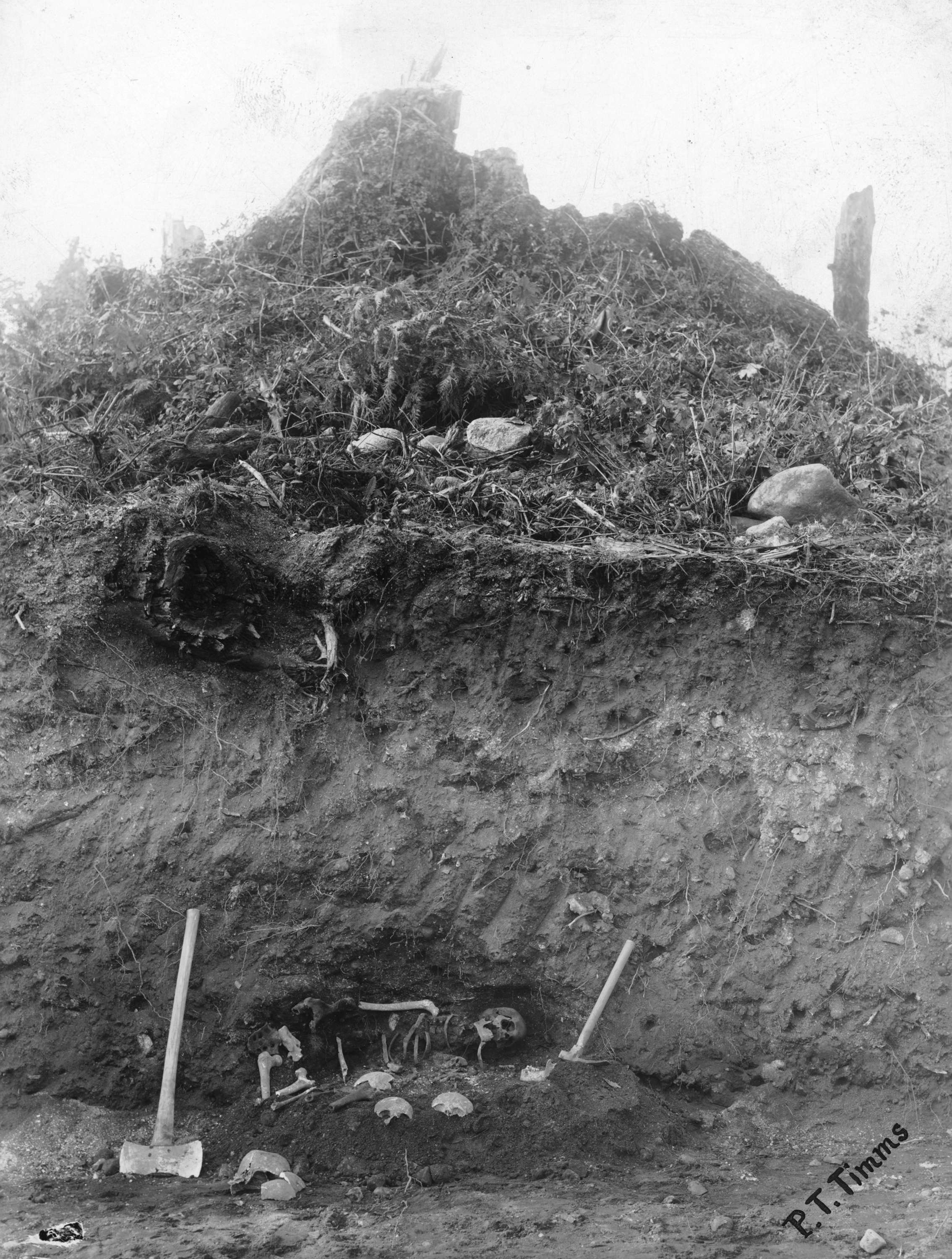
Ausgrabung am Great Fraser Midden, wo vor mehr als 4000 Jahren Vorfahren der heutigen Salish lebten. Der Platz, seit 1933 eine Nationale historische Stätte, musste seit der Pockenepidemie von 1775 aufgegeben werden (Photographie von 1908).

Archäologische Funde deuten darauf hin, dass die Präsenz der Ureinwohner (First Nations) in der Gegend um Vancouver etwa 4.500 bis 9.000 Jahre zurückreicht. Zur Zeit des ersten Aufeinandertreffens mit Europäern gab es am unteren Fraser River und an der angrenzenden Pazifikküste zahlreiche Siedlungen der Musqueam, Squamish, Stó:lō, Tsawwassen und Tsleil'wau-tuth, die zu den Küsten-Salish zählen. Diese Stämme zwischen Vancouver Island und dem US-Bundesstaat Washington sind durch Sprache und Kultur, aber auch durch Verwandtschaft und Handel nahe miteinander verbunden.
Obwohl die Nahrungsmittelbeschaffung auf Sammeln und Jagd basierte, besaßen sie eine vergleichsweise hoch entwickelte Kultur mit starker gesellschaftlicher Differenzierung. So existierte – ähnlich wie im zeitgenössischen Europa – eine Dreiteilung der Gesellschaft in einen dominierenden „Adel“, einfache Stammesangehörige und Sklaven. Ihr ökonomisches System belohnte harte Arbeit, das Anhäufen von Reichtum sowie die soziale Umverteilung dieses Reichtums, vor allem durch die führenden Familien, deren Oberhäupter die Europäer als chiefs (Häuptlinge) bezeichneten. Die Winterquartiere im Raum Vancouver bestanden aus großen Langhäusern, die aus dem Holz des Riesenlebensbaums gebaut wurden. Die Potlatch-Zeremonien waren ein wichtiger Bestandteil des sozialen und spirituellen Lebens dieser Stämme.

### Europäische Entdeckung und Besiedlung

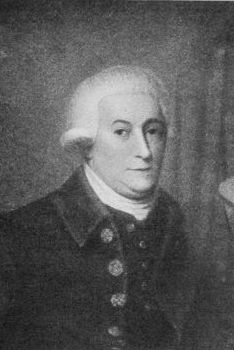
George Vancouver

In spanischen Diensten segelte 1592 der Kefalonier Juan de Fuca als erster Europäer an der Küste der Gegend des heutigen Vancouver entlang. Es folgte der spanische Kapitän José María Narváez  1791, ein Jahr später erkundete der britische Kapitän George Vancouver die Straße von Georgia, den Burrard Inlet und den Puget Sound. Der erste Europäer, der die Gegend auf dem Landweg erreichte, war Simon Fraser, ein Pelzhändler der North West Company, der 1808 mit seinen Begleitern den nach ihm benannten Fraser River auf seiner ganzen Länge erkundete.
Als Folge des Fraser-Canyon-Goldrauschs (1858–1860) und insbesondere des Cariboo-Goldrauschs (1861–1862) zogen rund 25.000 Männer, viele davon aus Kalifornien, in das Einzugsgebiet des Fraser River. Die erste permanente europäische Siedlung, die McCleery-Farm, entstand 1862 am Flussufer, östlich der Winterlager der Musqueam im heutigen Stadtteil Marpole. 1863 nahm in Moodyville (heute North Vancouver) das erste Sägewerk seinen Betrieb auf und begründete die traditionsreiche Forstwirtschaft. Weitere Sägewerke entstanden bald darauf auch am Südufer des Burrard Inlet, das damals im Besitz von Captain Edward Stamp war. Stamp, der um Port Alberni als Holzfäller tätig gewesen war, hatte zunächst am Brockton Point, am östlichen Ende des Stanley Park, ein Sägewerk aufgebaut. Doch tückische Strömungen und Riffe zwangen ihn 1865 zur Verlegung des Betriebs. An einer Stelle nahe der heutigen Gore Street entstand Stamp’s Mill.
Die verschiedenen Sägewerke der Umgebung waren bedeutende Hersteller von Holzprodukten für die Schifffahrt. Viele der Masten der zahlreichen Windjammer und der stetig größer werdenden Schiffe der Royal Navy waren aus Holz aus der Gegend um Vancouver gefertigt. Unter den zahlreichen Aufträgen befand sich auch einer des chinesischen Kaisers, der Dutzende von riesigen Balken für das Tor des Himmlischen Friedens in der Verbotenen Stadt in Peking bestellte.
Unmittelbar neben Stamp’s Mill entstand die Siedlung Gastown. Sie war nach John Deighton benannt, dessen Spitzname „Gassy Jack“ (geschwätziger Jack) lautete und der 1867 dort eine Kneipe eröffnet hatte. 1870 ließ die Kolonialregierung von British Columbia die Siedlung vermessen und benannte diese am 1. März zu Ehren von Lord Granville, dem Minister für die Kolonien, offiziell Granville. Diese Bezeichnung konnte sich aber nie durchsetzen und noch heute wird der Stadtteil Gastown genannt.
Die Siedlung befand sich an einem natürlichen Hafen und wurde 1885 aus diesem Grund von der Canadian Pacific Railway (CPR) anstelle des 20 km östlich gelegenen Port Moody als westlicher Endpunkt der transkontinentalen Eisenbahnlinie bestimmt. Der Bau der Strecke war eine der Vorbedingungen für den Beitritt von British Columbia zur Kanadischen Konföderation im Jahr 1871 gewesen. CPR-Präsident William Cornelius Van Horne setzte sich dafür ein, den Namen des Ortes in Vancouver zu ändern, da seiner Meinung nach die Menschen im Osten des Landes wüssten, wo Vancouver Island liege, während Gastown oder gar Granville völlig unbekannt seien.

### Nach der Stadtgründung

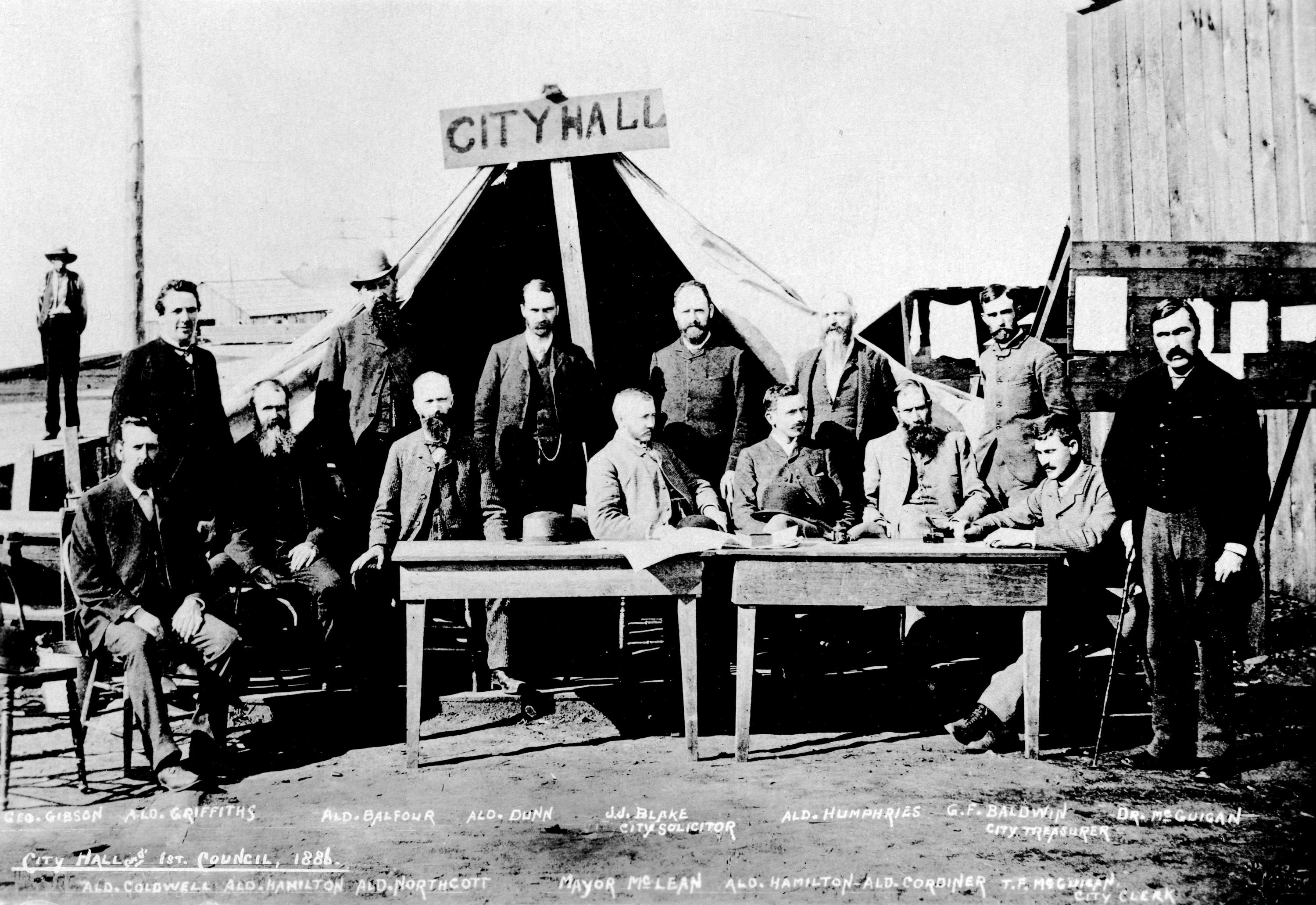
Erste Stadtratssitzung nach dem Brand von 1886

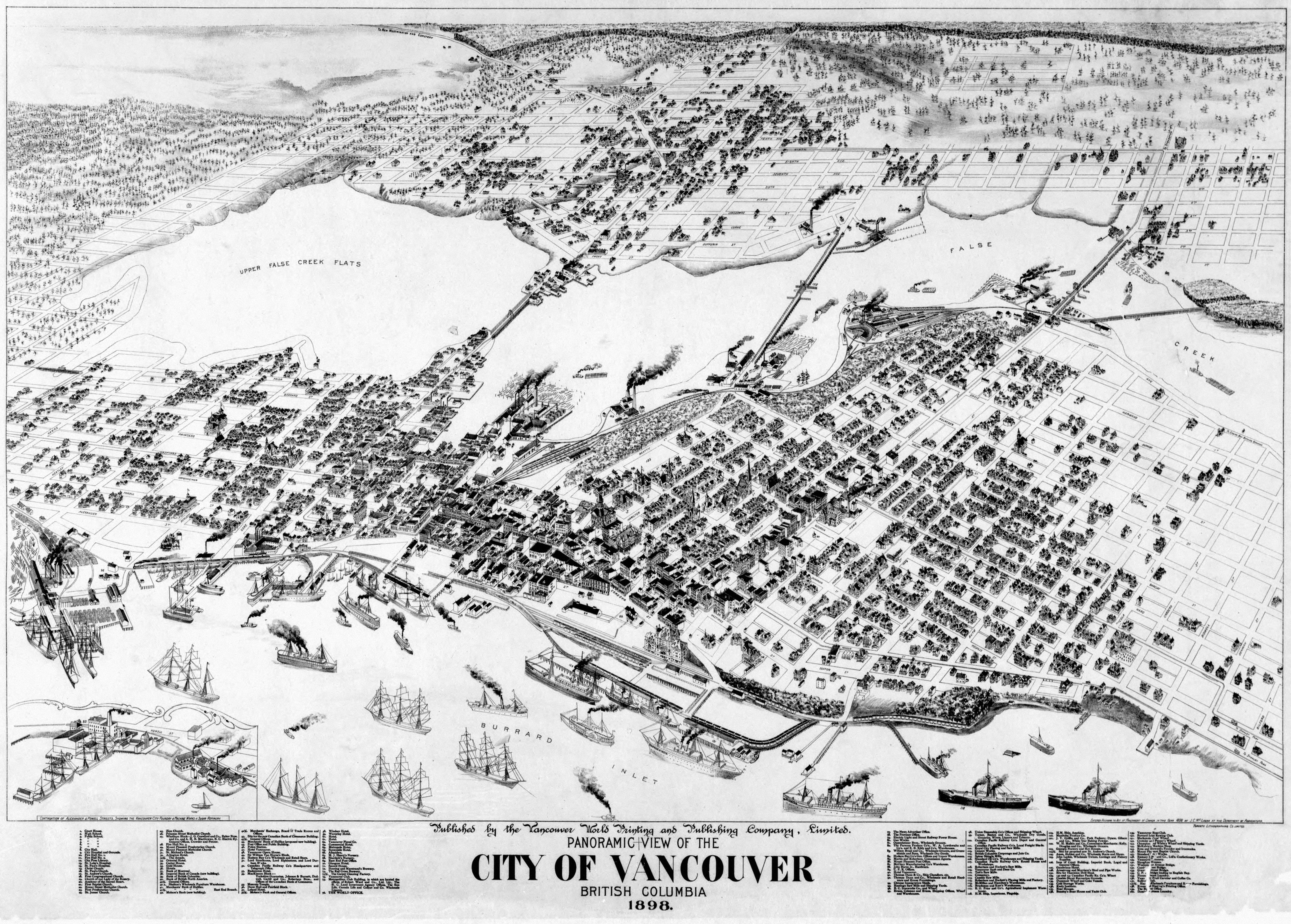
Ansicht von Vancouver im Jahr 1898

Am 6. April 1886 erfolgte die offizielle Stadtgründung mit dem neuen Namen Vancouver. Eine durch einen heftigen Windstoß außer Kontrolle geratene Brandrodung zerstörte am 13. Juni desselben Jahres die junge Stadt fast vollständig. Innerhalb von 45 Minuten wurden über 1000 Holzhäuser ein Raub der Flammen, doch bereits am darauf folgenden Tag begann der Wiederaufbau. Der erste Zug fuhr am 23. Mai 1887 in der Waterfront Station am Ufer des Burrard Inlet ein. Dank des von der Eisenbahn ausgelösten wirtschaftlichen Aufschwungs erholte sich Vancouver rasch und wuchs von 5.000 Einwohnern im Jahr 1887 auf 15.000 im Jahr 1892 und 100.000 im Jahr 1900 an.
In den ersten Jahrzehnten dominierten große Konzerne das wirtschaftliche Geschehen, da sie das nötige Kapital besaßen, um das quantitative und qualitative Wachstum der Stadt voranzutreiben. Es entwickelten sich zwar einige Industriebetriebe, doch das Rückgrat der städtischen Wirtschaft bildete die Ausbeutung der natürlichen Ressourcen. Zuerst dominierte die Forstwirtschaft, später der Exportverkehr über den Hafen Vancouver. Der Hafen profitierte insbesondere von der Eröffnung des Panamakanals im Jahr 1914, weil dadurch eine direktere Exportroute in Richtung Europa geschaffen wurde. Während des Ersten Weltkriegs wurde rund ein Drittel des Meeresarms False Creek aufgefüllt, um Platz für weitere Bahnanlagen zu schaffen, insbesondere die Pacific Central Station der Canadian Northern Railway (später Canadian National Railway).
Die Vorherrschaft der Großkonzerne führte oftmals zu gewalttätigen Arbeiterbewegungen. Der erste große Streik fand 1903 statt, als Eisenbahner der CPR für die Anerkennung ihrer Gewerkschaft demonstrierten. 1918 war Vancouver Ausgangspunkt des ersten kanadischen Generalstreiks. Andere Sozialbewegungen wie Feministinnen, moralische Erneuerer und Abstinenzler übten ebenfalls Einfluss auf die städtische Politik aus. 1906 versuchte die Stadtverwaltung vergeblich, die Bordelle in der Dupont Street zu schließen. Während des Ersten Weltkrieges und bis 1921 war ein Gesetz zur Alkoholprohibition in Kraft.
Während der 1920er Jahre wurde Vancouver wiederholt von rassistisch motivierten Ausschreitungen erschüttert, insbesondere gegen Chinesen und Japaner; verschiedene Zeitungen warnten vor einer „orientalischen Bedrohung“.
Am 1. Januar 1929 wurde das Gebiet der Stadt Vancouver mit der Eingemeindung von Point Grey und South Vancouver auf den heutigen Umfang erweitert. Es umfasst seither fast den gesamten westlichen Teil der Halbinsel zwischen dem Burrard Inlet und dem Fraser River. Die Einwohnerzahl betrug an diesem Tag 228.193, womit Vancouver zur drittgrößten Stadt des Landes aufstieg. Der wirtschaftliche Aufschwung der 1920er Jahre endete abrupt mit der Weltwirtschaftskrise. Die Nachbargemeinden North Vancouver und Burnaby mussten Konkurs anmelden, während Vancouver diesen knapp abwenden konnte. Tausende junger Menschen reisten durch ganz Kanada nach Vancouver, weil sie hier Arbeit zu finden hofften. Großen Zulauf in den Armenvierteln fanden die Kommunisten, die mehrmals Massenstreiks organisierten. Viele Angehörige des Mackenzie-Papineau-Bataillons, das im Spanischen Bürgerkrieg kämpfte, stammten aus Vancouver.

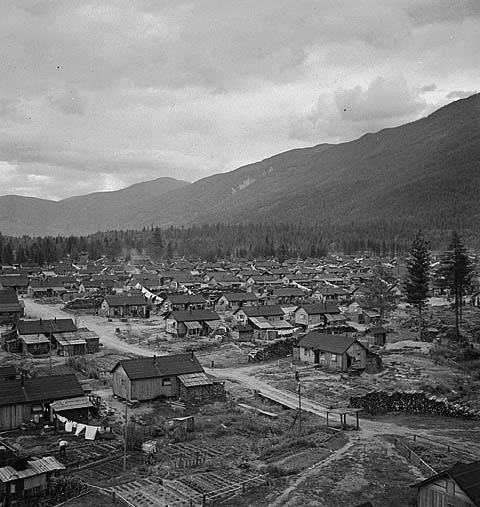
Internierungslager für Japaner in British Columbia

Der Ausbruch des Zweiten Weltkriegs verhalf der Region zu einem raschen Wirtschaftsaufschwung. Die Werften produzierten Korvetten und Minensuchboote für die Royal Canadian Navy und das Boeing-Werk im benachbarten Richmond produzierte Teile für B-29-Bomber. Im Jahr 1942, wenige Monate nach dem Angriff auf Pearl Harbor, betrachtete die kanadische Regierung die japanischstämmigen Kanadier als Bedrohung der nationalen Sicherheit, ähnlich wie im Ersten Weltkrieg die Deutschen. So wurden auch die japanischstämmigen Kanadier enteignet, im Hastings Park zusammengetrieben und danach in Lagern im Landesinneren interniert. Erst 1988 entschuldigte sich die Regierung offiziell und leistete Entschädigungszahlungen.

### Seit 1950

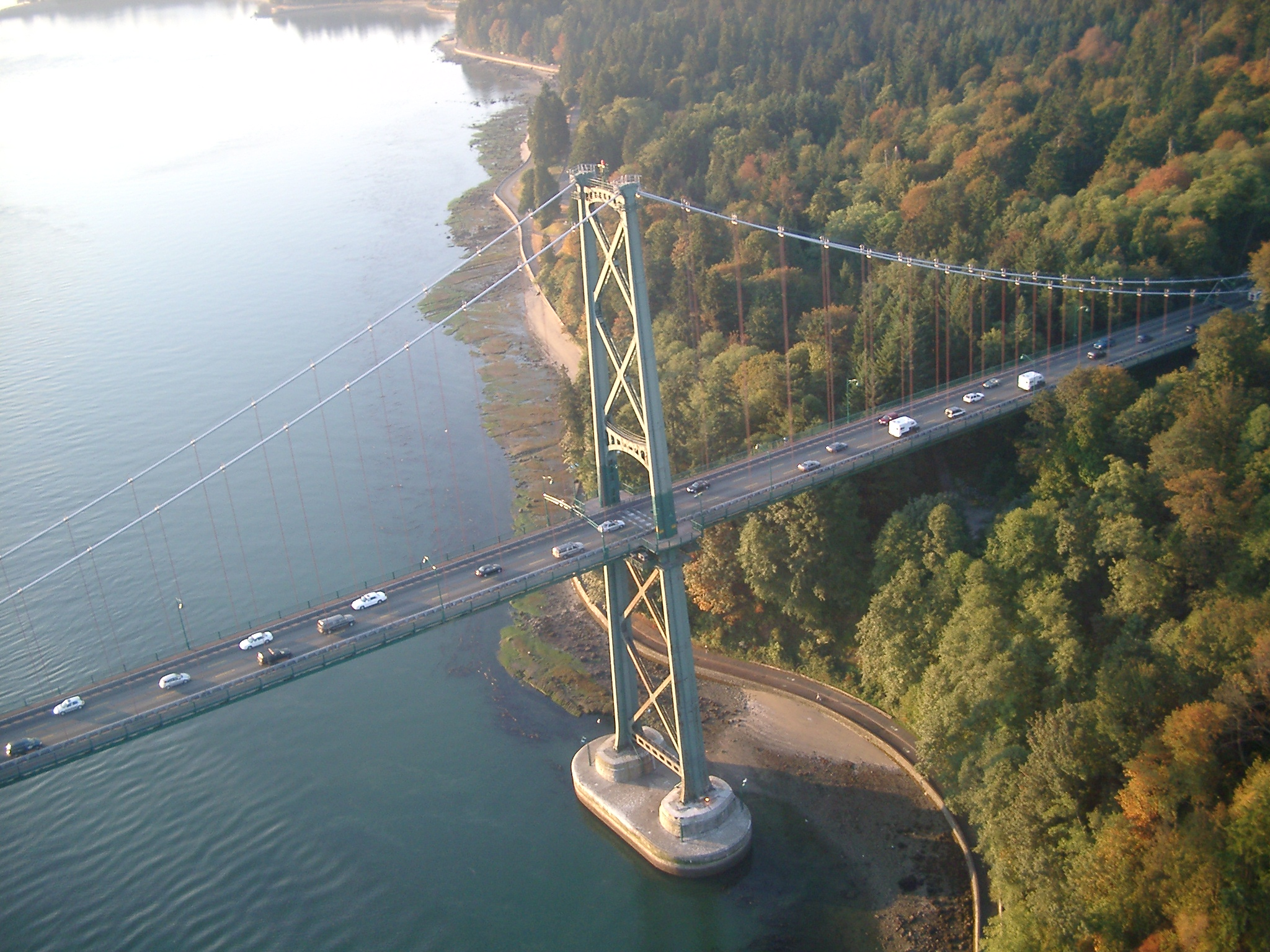
Lions Gate Bridge

Im Dezember 1953 nahm CBUT, die erste Fernsehstation in Westkanada, den Sendebetrieb auf. Mehrere neue Brücken schufen bessere Verkehrsverbindungen. Bereits vor dem Krieg waren die Second Narrows Bridge (1925) und die Lions Gate Bridge (1938) zum Nordufer des Burrard Inlet errichtet worden. 1957 folgte die Oak Street Bridge über den Fraser River nach Richmond und 1960 der Ironworkers Memorial Second Narrows Crossing über den Burrard Inlet.
Im Vorort Burnaby wurden zwei neue Universitäten gegründet, die heute beide Zweigstellen in Vancouver besitzen und die 1908 gegründete University of British Columbia ergänzen: Den Anfang machte 1960 das British Columbia Institute of Technology, 1965 folgte die Simon Fraser University. Einwohner des chinesisch geprägten Stadtteils Strathcona bildeten in den späten 1960er Jahren eine Protestbewegung und verhinderten den Abriss dieses Viertels, das einer geplanten Autobahn weichen sollte. Die Proteste führten zu einem Umdenken in der Verkehrspolitik und 1980 zum Verbot weiterer Autobahnen auf Stadtgebiet. 1971 wurde in Vancouver Greenpeace gegründet, heute eine der weltweit bedeutendsten Umweltschutzorganisationen. Das anhaltende Wachstum des Vancouver International Airports auf Sea Island machte den Bau einer weiteren Brücke über den Fraser River notwendig, die Arthur Laing Bridge wurde 1976 eingeweiht.

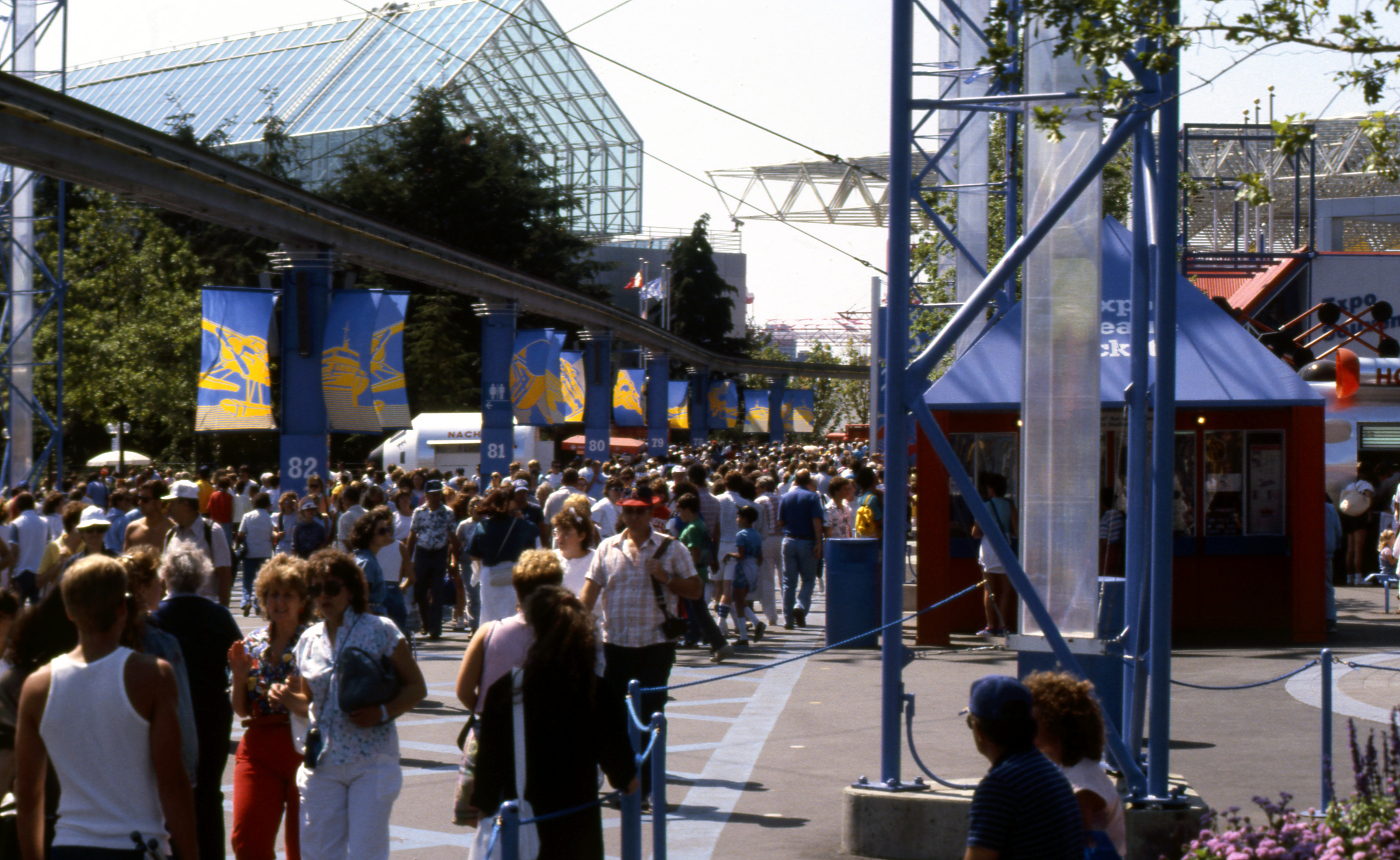
Expo 86

Nachdem Vancouver den Zuschlag zur Durchführung der Weltausstellung 1986 erhalten hatte, begann in der Stadt ein Bauboom, der mit wenigen kurzen Unterbrechungen bis heute anhält. 1983 wurde das BC Place Stadium eröffnet, das erste überdachte Stadion Kanadas. Im Januar 1986 folgte die erste Linie des SkyTrain, einer Hochbahn, die Vancouver mit den Vororten verbindet. Weitere markante Bauten, die im Hinblick auf die Expo 86 entstanden und seither das Stadtbild prägen, sind Science World, Canada Place und die Plaza of Nations.
Die von Mai bis Oktober 1986 dauernde Weltausstellung, die bisher letzte in Nordamerika, erwies sich mit über 20 Millionen Besuchern als großer Erfolg. Das Ausstellungsgelände am Nordufer des False Creek war zuvor eine ausgedehnte Industriebrache gewesen und wurde nach Ausstellungsende an den aus Hongkong stammenden Unternehmer Li Ka-shing verkauft. Dieser setzte eines der größten Stadtentwicklungsprojekte Nordamerikas um, und False Creek wandelte sich innerhalb weniger Jahre zu einem hochverdichteten und attraktiv gelegenen Wohngebiet am Rande der Innenstadt. Bereits in den 1970er Jahren war die im False Creek gelegene Halbinsel Granville Island von einer Industriezone zu einem beliebten Einkaufs- und Kulturviertel umfunktioniert worden. Diese nachhaltige Stadtplanung steigerte die Lebensqualität der Region.
1998 beschloss das Nationale Olympische Komitee Kanadas, sich um die Durchführung der Olympischen Winterspiele 2010 zu bewerben. In der innerkanadischen Ausscheidung erhielt Vancouver vor Québec und Calgary die meisten Stimmen. Am 22. Februar 2002 gaben in einem (rechtlich nicht bindenden) städtischen Referendum 63,9 % der teilnehmenden Wähler ihre Zustimmung zur Kandidatur. Vancouver erhielt am 2. Juli 2003 in der 115. IOC-Sitzung in Prag den Zuschlag und setzte sich gegen Pyeongchang und Salzburg durch.
Die für die Olympischen Spiele verbesserte Verkehrsinfrastruktur nutzt die Stadt seitdem für die gezielte Stadtentwicklung an Knotenpunkten. Die Haltestellen der Canada Line, die Vancouvers Waterfront mit Richmond und dem Flughafen verbindet, werden in der Stadt und in Richmond zu Zentren verdichteter Bebauung und der Nahversorgung. Zwar konnte das Organisationskomitee für die Spiele eine ausgeglichene Bilanz vorlegen, darin einberechnet waren jedoch nicht die Kosten für den Bau der neuen Infrastruktur für die Olympischen Spiele, die den budgetären Haushalt der Stadt Vancouver seitdem erheblich belasten. Die Schulden der Provinz erhöhten sich auch aufgrund der Spiele innerhalb von zehn Jahren um 24 Milliarden CAD.
Die Zuwanderungspolitik der USA, die seit der Wahl Donald Trumps zum Präsidenten amerikanische Unternehmen bei der Anwerbung von Mitarbeitern behindert, führt dazu, dass diese vielfach auf Kanada und insbesondere auf Vancouver ausweichen. So gründete Microsoft in Vancouver mit 750 Mitarbeitern sein Microsoft Canada Excellence Centre (MCEC). Bis 2020 sollen dort 50.000 neue Technologie-Arbeitsverhältnisse entstehen, Vancouver ist inzwischen die führende kanadische Stadt für Start-ups. Dies führt jedoch zu rapide wachsenden Immobilienpreisen und Mieten. Amazon erwirbt seit 2015 Immobilien und lässt neue errichten, um mindestens 5.000 Angestellte unterzubringen.

## Bevölkerung

### Multikulturelle Gesellschaft
| Abstammung        | Anteil in Prozent |
| ----------------- | ----------------- |
| Chinesen          | 29,9              |
| Südasiaten        | 05,7              |
| Filipinos         | 04,1              |
| Südostasiaten     | 02,5              |
| Japaner           | 01,5              |
| Koreaner          | 01,1              |
| Afroamerikaner    | 00,9              |
| Westasiaten       | 00,6              |
| Mehrfachantworten | 00,8              |

Menschen vieler Ethnien und Religionen leben in der Stadt, wodurch hier eine multikulturelle Gesellschaft entstanden ist. 47,1 Prozent der Bevölkerung gehören einer von der kanadischen Statistikbehörde so bezeichneten „visible minority group“ (sichtbare Minderheit, d. h. alle Nicht-Weiße bzw. Nicht-Kaukasier mit Ausnahme von First Nations, Inuit und Métis) an. Vancouver weist mit 7,2 Prozent die höchste Quote an interkulturellen Ehen in Kanada auf (der Landesdurchschnitt beträgt 3,2 Prozent).
Seit den ersten Jahren der europäischen Besiedlung in der zweiten Hälfte des 19. Jahrhunderts bildeten Menschen von den Britischen Inseln die größte Einwanderergruppe und sind noch immer die größte ethnische Gruppe in Vancouver. Bis in die 1960er Jahre war die Stadt ausgesprochen britisch geprägt, da die meisten britischen Einwanderer direkt hierherzogen, ohne zuvor in den östlichen kanadischen Provinzen gelebt zu haben. Insbesondere in den Stadtteilen South Granville und Kerrisdale ist der britische Einfluss auf das kulturelle Leben deutlich spürbar. Vor den 1980er Jahren bildeten Menschen deutscher Abstammung die zweitgrößte Gruppe, gefolgt von solchen aus der Ukraine und aus Skandinavien. Die meisten europäischen Einwanderer bzw. deren Nachkommen sind in der Zwischenzeit vollständig assimiliert.
Mit einem Anteil von knapp 30 Prozent sind die Chinesen mit Abstand die größte nichteuropäische Bevölkerungsgruppe. Sie kamen in zwei großen Einwanderungswellen nach British Columbia, in der zweiten Hälfte des 19. Jahrhunderts während des Goldrauschs im Fraser Canyon und während des Baus der transkontinentalen Eisenbahnlinie sowie in den 1980er und 1990er Jahren vor der Übergabe Hongkongs an die Volksrepublik China. Von den chinesischen Sprachen, die in Vancouver gesprochen werden, ist das Kantonesische am weitesten verbreitet. Weitere bedeutende ethnische Gruppen aus Asien sind Inder (vor allem aus dem Punjab, üblicherweise als Indo-Kanadier bezeichnet), Vietnamesen, Filipinos, Koreaner, Khmer und Japaner.

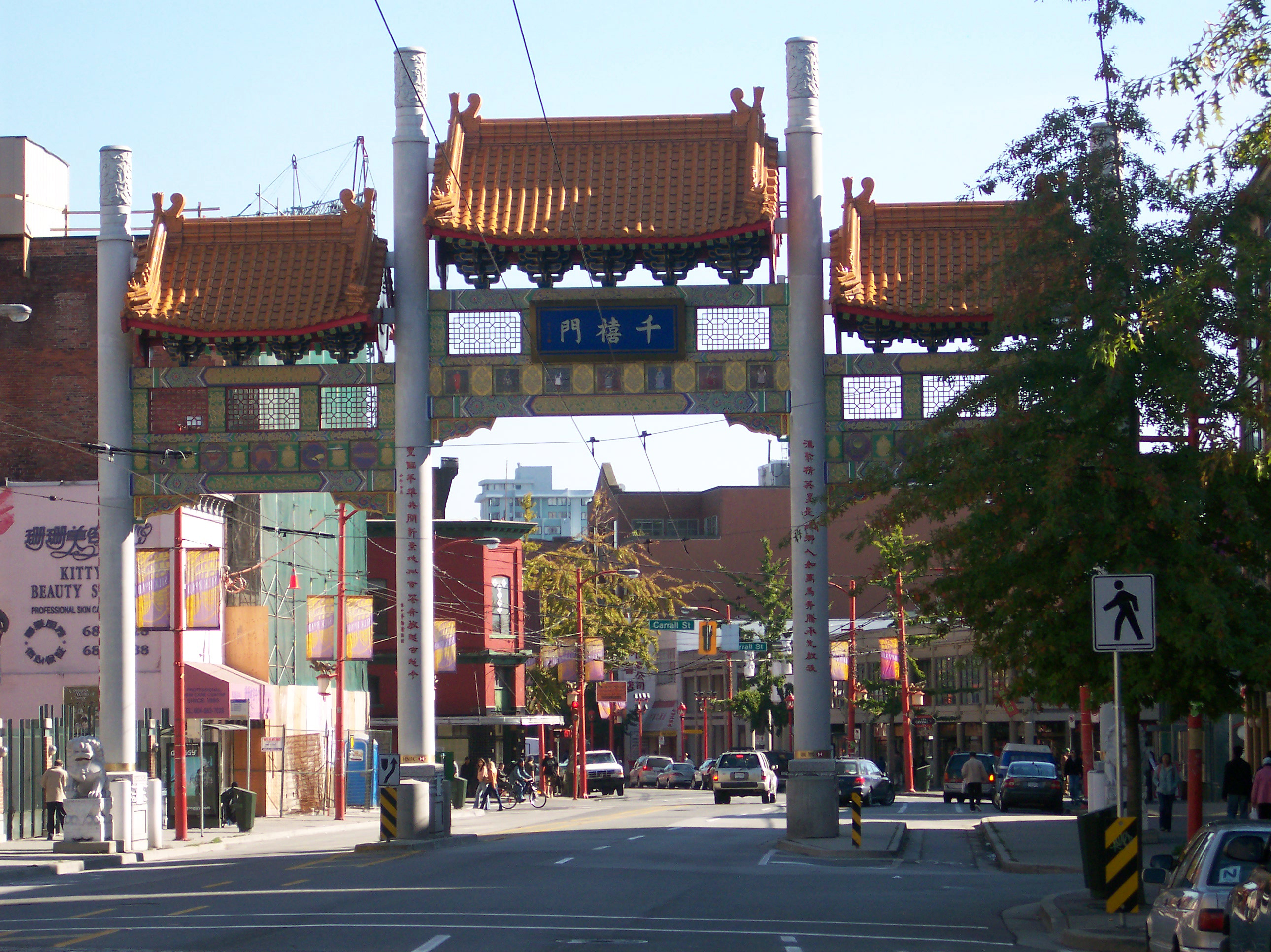
Millennium Gate am westlichen Eingang von Chinatown

Hinter Toronto und vor Montreal ist Vancouver das zweitbeliebteste Ziel für Immigranten in Kanada. Es gibt mehrere Stadtteile, die stark von einer bestimmten ethnischen Gruppe geprägt sind. So finden sich in Vancouver neben der zweitgrößten Chinatown in Nordamerika (nach San Francisco) auch Gegenden, in denen indische („Punjabi Market“), italienische („Little Italy“), japanische („Japantown“), koreanische („Koreatown“) oder griechische („Greektown“) Einflüsse spürbar sind.

### First Nations und nicht sichtbare Minderheiten
Die zehn First Nations in Greater Vancouver haben in mehrfacher Hinsicht eine Sonderrolle. So grenzen die traditionellen Gebiete der Indianer Rechtsbezirke ab, in denen der Staat bei allen Dingen, die dieses Gebiet betreffen, zu rechtzeitigen Konsultationen verpflichtet ist. Das hat z. B. zur Folge, dass staatliche Gebäude nicht ohne Beratung mit der betroffenen First Nation verkauft werden dürfen. Außerdem haben etwa die Musqueam, deren traditionelles Gebiet zu großen Teilen von der Universität belegt ist, dort Grundstücke verpachtet und pflegen ein besonderes Verhältnis zur Universität selbst. Außerdem gelten die First Nations nicht als „sichtbare Minderheit“.
Im Jahr 2001 lebten im Bezirk Vancouver 22.700 Indianer, von denen 17.475 als registrierte status indians galten und 5.225 als non-status indians; 10.445 wohnten in Vancouver selbst. 2006 lebten in der Stadt bereits 23.515 Indianer. Die insgesamt 22 Reservate im Großraum Vancouver umfassen nur 17,22 km² oder 0,6 Prozent der Gesamtfläche. Außerdem lebten 2001 in der Stadt 12.505 Métis, ihre Zahl stieg bis 2006 auf 15.075, und 260 Inuit, deren Zahl auf 210 zurückging. Dazu kamen 1395 Menschen mit gemischter Zugehörigkeit oder aus anderer Urbevölkerung. Damit lebten 21,7 Prozent der Ureinwohner British Columbias in Greater Vancouver, 2006 waren es genau 40.310.

### Religionen
In Vancouver gibt es keine dominierende Religion oder Konfession. Den größten Anteil an der Bevölkerung stellen laut der Volkszählung 2001 die römischen Katholiken mit 19,0 Prozent. Dies geht zum einen auf die Zuwanderung aus katholischen Ländern wie Italien zurück, zum anderen darauf, dass die ersten Missionare unter den First Nations katholische Ordensangehörige, vor allem Oblaten waren. Verschiedenen protestantischen Konfessionen gehören 17,4 Prozent an, wobei aufgrund der britischen Herkunft vieler Einwohner die in Großbritannien entstandene Anglikanische Gemeinschaft dominiert. 1,7 Prozent bezeichneten sich als orthodoxe Christen, was überwiegend auf ukrainische und griechische Einwanderung zurückgeht, 4,4 Prozent gaben die Zugehörigkeit zu einer nicht näher definierten christlichen Konfession an. Hauptsächlich chinesischer Herkunft sind die Anhänger verschiedener Richtungen des Buddhismus mit einem Anteil von 6,9 Prozent. Überwiegend vom indischen Subkontinent stammen Anhänger des Sikhismus und des Hinduismus mit 2,8 Prozent bzw. 1,4 Prozent. Zum Judentum bekennen sich 1,8 Prozent der Bevölkerung, zum Islam 1,7 Prozent und zu sonstigen Religionen 0,8 Prozent.
Keine religiöse Zugehörigkeit gaben 42,2 Prozent an. Die Stadt hat, wie die übrige Provinz British Columbia, im Vergleich zum übrigen nordamerikanischen Kontinent einen geringen prozentualen Anteil an regelmäßigen Gottesdienstbesuchern. Lag dieser im Jahr 1946 bei 67 Prozent, so nahm er im Verlauf der folgenden Jahrzehnte kontinuierlich ab und betrug im Jahr 2001 nur noch 20 Prozent.

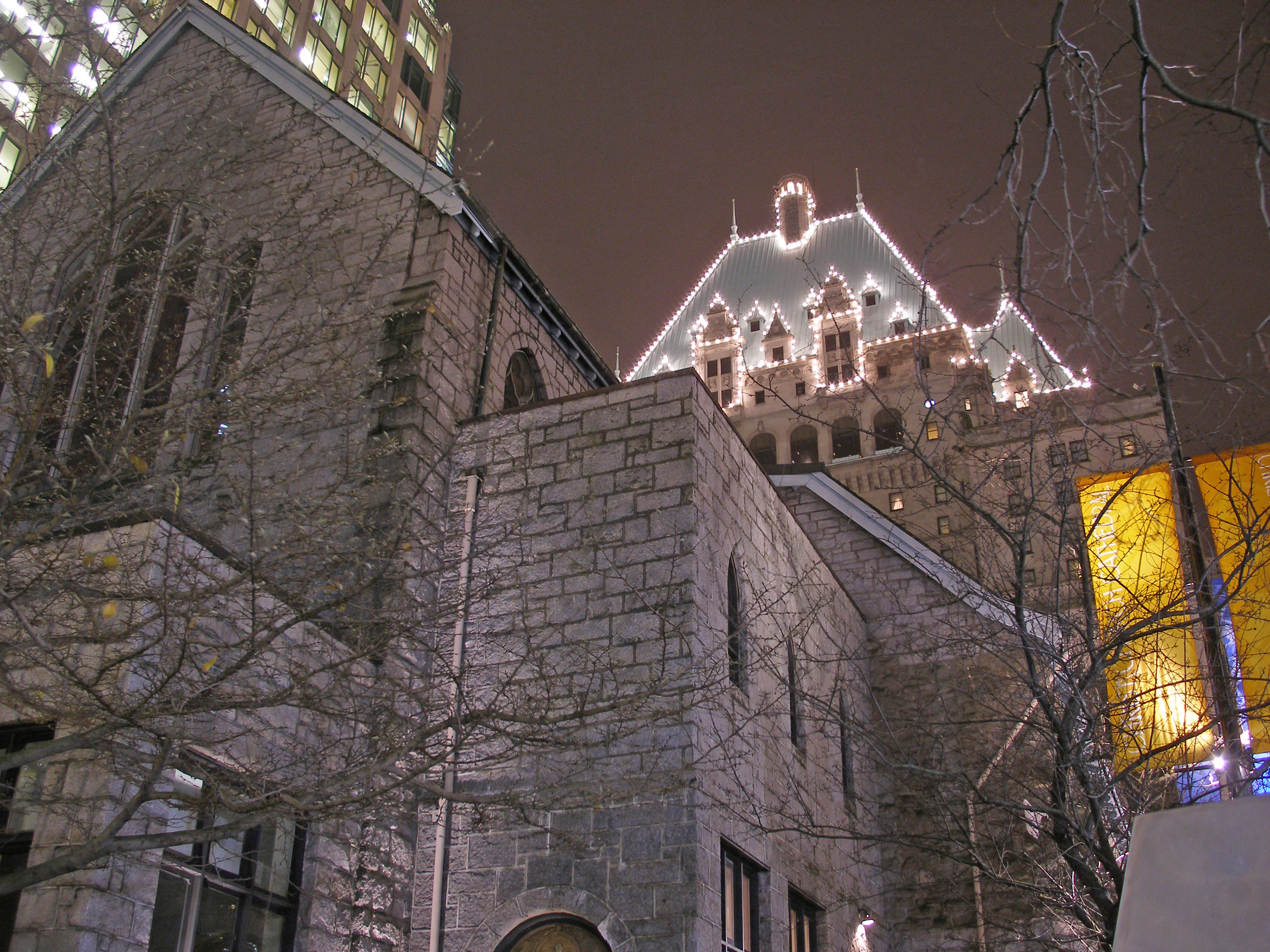
Christ Church Cathedral

Das römisch-katholische Erzbistum Vancouver ersetzte 1908 das ältere Bistum New Westminster. Es umfasst den südwestlichen Teil der Provinz British Columbia ohne Vancouver Island. Bischofssitz ist die 1899/1900 erbaute Holy Rosary Cathedral. Mit der Römisch-katholischen Kirche uniert ist die Ukrainische griechisch-katholische Kirche, wobei Vancouver zur Eparchie New Westminster gehört, die einen Teil der Erzeparchie Winnipeg bildet. Das anglikanische Bistum New Westminster verlegte seinen Sitz 1929 nach Vancouver in die 1894/95 erbaute Christ Church Cathedral. Das Bistum bildet einen Teil der Kirchenprovinz British Columbia and the Yukon. Die Holy Trinity Cathedral gehört der ukrainisch-orthodoxen Kirche Kanadas; sie ist eine von zwei Kathedralen des Bistums Edmonton und Westkanada, die mit dem Ökumenischen Patriarchat von Konstantinopel verbunden ist.
Die am weitesten verbreitete Richtung des Buddhismus, der mit den asiatischen Einwanderern in die Region kam, ist der in Ostasien vorherrschende Amitabha-Buddhismus. Bedeutendster Tempel der Metropolregion ist der International Buddhist Temple im benachbarten Richmond.
Die jüdische Gemeinde Vancouvers, die sich ebenfalls bis in die Phase vor der eigentlichen Stadtgründung zurückverfolgen lässt, ist heute die drittgrößte Kanadas. Am meisten Mitglieder zählt das konservative Judentum, gefolgt vom Reformjudentum und dem orthodoxen Judentum.
Zu Beginn des 20. Jahrhunderts zogen auch Sikhs, Hindus und Muslime hierher, die aus dem damaligen Britisch-Indien stammten. So prägt das ehemalige Britische Kolonialreich bis heute auch seine ehemalige Kolonie Kanada.

### Sichtbare soziale Probleme
Der Wirtschaftsboom und der Wohnungsbedarf vermögender Zuwanderer hat zu stark steigenden Mieten geführt. Dadurch sind in der Metropolregion Vancouver an die 100.000 Menschen von Obdachlosigkeit bedroht, rund 2200 leben in Vancouver auf der Straße. Dazu kommt eine steigende Zahl von Drogenabhängigen, Prostitution sowie Kriminalität.
Dabei nehmen die street level social problems zu, also die Probleme, die auf der Straße erkennbar werden. Sie betreffen seit einigen Jahren nicht mehr nur die dafür bekannten Stadtteile wie Downtown Vancouver, sondern auch Metrotown in Burnaby und die Whalley/Centre City-Gegend in Surrey. Dennoch konzentrierten sich 2005 noch 63 Prozent der Wohnungslosen in Vancouver selbst, während 21 Prozent sich in der südlich des Fraser River gelegenen Subregion finden. Dabei sind Wohnungslosigkeit, vor allem aber Drogenabhängigkeit, Prostitution und (Beschaffungs-)Kriminalität eng miteinander verbunden. Die desolate Lebenssituation mehrerer hundert Bewohner ist vor allem im Umkreis der East Hastings Street (auch bekannt als Stadtteil Downtown Eastside, kurz DTES) zwischen Downtown und Chinatown leicht zu erkennen.

### Bevölkerungsentwicklung
Die folgende Übersicht zeigt die Entwicklung der Einwohnerzahlen gemäß den Ergebnissen der Volkszählungen. Bei den Zahlen vor 1931 sind die Ergebnisse der eingemeindeten Vororte Point Grey und South Vancouver nicht mitberücksichtigt.

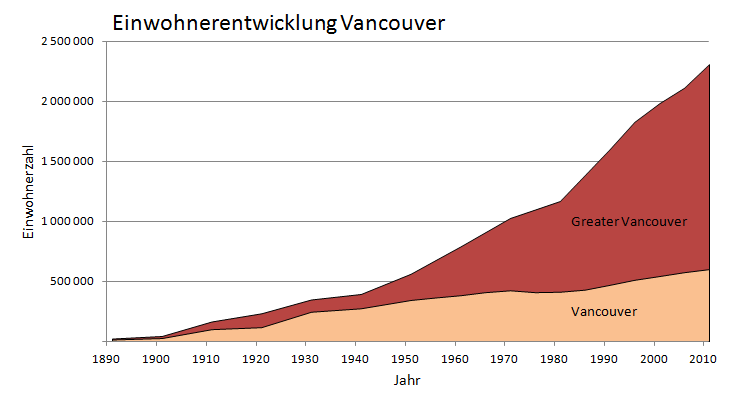
Einwohnerentwicklung Vancouvers

| Jahr | Einwohner |
| ---- | --------- |
| 1891 | 013.709   |
| 1901 | 026.133   |
| 1911 | 100.401   |
| 1921 | 117.217   |
| 1931 | 246.593   |
| 1941 | 275.353   |
| 1951 | 344.833   |
| 1956 | 365.844   |
| 1961 | 384.522   |
| 1966 | 410.375   |

| Jahr | Einwohner |
| ---- | --------- |
| 1971 | 426.256   |
| 1976 | 410.188   |
| 1981 | 414.281   |
| 1986 | 431.147   |
| 1991 | 471.644   |
| 1996 | 514.008   |
| 2001 | 545.671   |
| 2006 | 578.041   |
| 2011 | 603.502   |
| 2016 | 631.486   |

### Lebensqualität
Zahlreichen Statistiken und Umfragen nach erzielen Kanada im Allgemeinen und Vancouver im Speziellen in Bezug auf die Lebensqualität vordere Platzierungen. Vancouver wird regelmäßig als eine von drei Städten mit der weltweit höchsten Lebensqualität bewertet. Damit gilt die Metropole seit vielen Jahren als lebenswerteste Stadt Kanadas. Im ungewöhnlich milden Klima sehen viele einen der wichtigsten Gründe, weshalb Vancouver vor anderen, ebenfalls weit vorn rangierenden kanadischen Städten (wie Toronto, Calgary und Montreal) liegt. In einer Rangliste der Städte mit der höchsten Lebensqualität weltweit, des Unternehmens Mercer, belegte Vancouver im Jahre 2018 den fünften Platz.
In solchen Umfragen werden neben Befragungen auch Statistiken über beispielsweise Arbeitslosenquoten, Kriminalität oder Ähnliches hinzugezogen.

## Politik und Recht

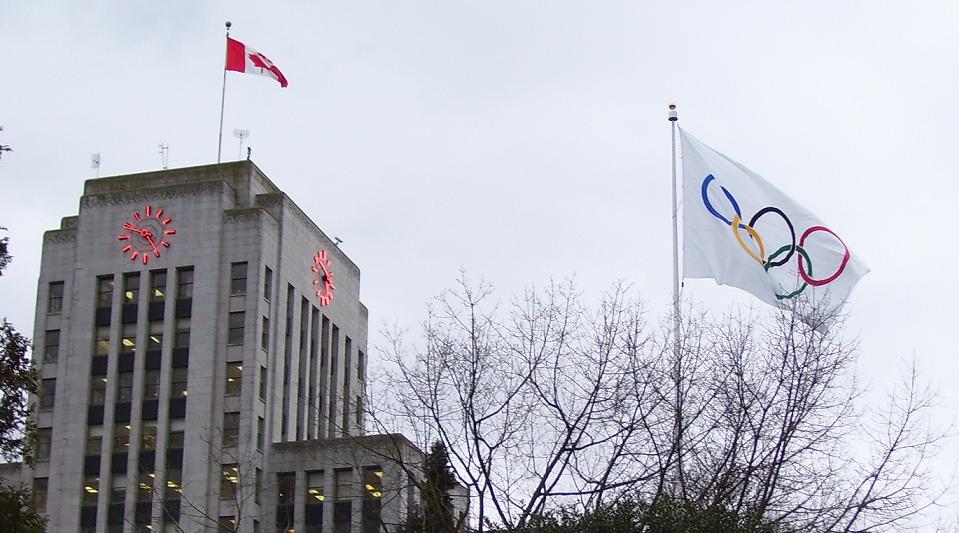
City Hall, Sitz der Stadtregierung

Die 1953 in Kraft gesetzte Vancouver Charter überträgt der Stadt mehr Kompetenzen als anderen Gemeinden, die dem BC Municipalites Act, dem Gemeindegesetz der Provinz British Columbia, unterstellt sind. Die Stadt wird von einem Stadtrat (Vancouver City Council) regiert, der aus zehn Abgeordneten und zusätzlich dem Bürgermeister zusammengesetzt ist. Daneben gibt es einen Schulrat mit neun und einen Parkrat mit sieben Mitgliedern. Die Räte werden alle drei Jahre im Proporzverfahren gewählt, wobei die gesamte Stadt einen einzigen Wahlkreis bildet. Die Einführung der in Kanada sonst üblichen Mehrheitswahl mit Einerwahlkreisen wurde am 17. Oktober 2004 in einer Volksabstimmung abgelehnt.
In Kanada sind die Parteien auf Bundes- und Provinzebene strikt voneinander getrennt (Mitglieder der einen Partei-Ebene müssen nicht zwingend der anderen angehören). In Vancouver setzt sich dieses System auch auf lokaler Ebene fort. Seit den 1940er Jahren dominiert die Mitte-rechts stehende Non-Partisan Association (NPA) die städtische Politik und stellt seither mit wenigen Unterbrechungen den Bürgermeister. Ihr gegenüber steht die Mitte-links-Vereinigung Coalition of Progressive Electors (COPE). Die in der Mitte des politischen Spektrums stehende Vision Vancouver spaltete sich 2005 von der COPE ab. Bei der letzten Wahl am 15. November 2008 gewann Vision Vancouver acht Sitze, darunter auch der neu gewählte Bürgermeister Gregor Robertson (sein Vorgänger Sam Sullivan von der NPA war in der parteiinternen Ausscheidung gescheitert). COPE gewann zwei Sitze, die bisher regierende NPA einen Sitz.
Traditionell wählen die wohlhabenderen Bewohner der westlichen Stadtteile in der Regel eher konservativ und liberal, die der östlichen Stadtteile eher links. Bei einigen Themen hat sich über das gesamte politische Spektrum hinweg ein Konsens etabliert: Die städtischen Parks werden vor Bebauung geschützt, der Ausbau des öffentlichen Verkehrs genießt Priorität gegenüber dem Bau von Stadtautobahnen, Drogenkonsumenten werden nicht strafrechtlich verfolgt.
Im April 2019 rief die Stadt den "Klima-Notstand" wegen des weltweiten Klimawandels aus und kündigte ein Aktionsprogramm zur Reduzierung von CO2 in ihrem Einflussbereich an.

### Vertretung auf Provinz- und Bundesebene
In der Legislativversammlung von British Columbia ist Vancouver durch zehn Abgeordnete vertreten, die in ebenso vielen Wahlkreisen gewählt werden. Bei der letzten Wahl am 17. Mai 2005 gewannen die British Columbia Liberal Party und die British Columbia New Democratic Party je fünf Sitze.
Im kanadischen Unterhaus wird Vancouver durch fünf Abgeordnete vertreten. Bei der Wahl am 14. Oktober 2008 gewann die Liberale Partei drei Sitze, die Neue Demokratische Partei zwei Sitze. Die regierende Konservative Partei besitzt keinen Vertreter aus Vancouver.

### Polizei

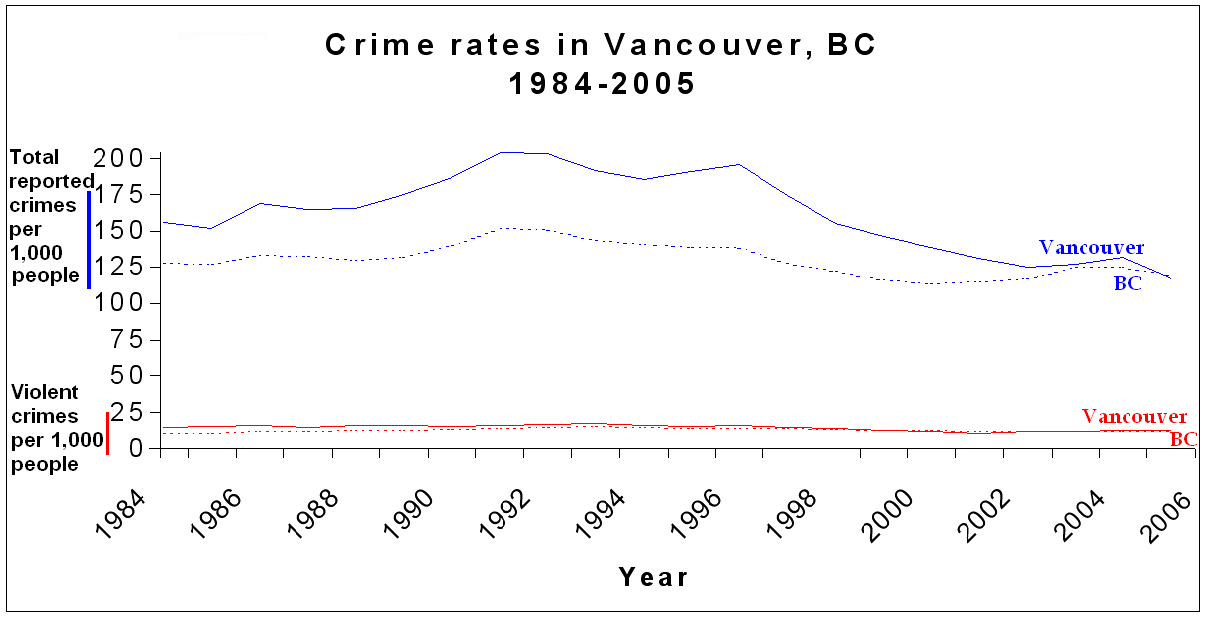
Kriminalitätsrate in Vancouver (1984–2005), blau: Verbrechen gesamt, rot: Gewaltverbrechen

Während im größten Teil der Region Lower Mainland die Division E der Royal Canadian Mounted Police (RCMP) für die Sicherheit zuständig ist, besitzt Vancouver eine eigene Polizeibehörde, das Vancouver Police Department. Laut dem Jahresbericht 2016 hat das Vancouver Police Department eine Stärke von 1.716 Angehörigen (1.327 Polizeibeamte und 389 zivile Mitarbeiter) und verfügt zur Erfüllung seiner Aufgaben über ein Budget von rund 265 Millionen C $. 2006 stellte die städtische Polizei eine eigene Antiterror-Einheit auf, was zu Spekulationen über mögliche Spannungen mit der RCMP führte, da Letztere eigentlich für Angelegenheiten der nationalen Sicherheit allein zuständig ist. Der im Dezember 2005 gebildete Greater Vancouver Transportation Authority Police Service sorgt für Sicherheit in öffentlichen Verkehrsmitteln. 2005 hatte Greater Vancouver die vierthöchste Kriminalitätsrate unter den Metropolen Kanadas. Die Anzahl der Eigentumsdelikte ist besonders hoch und eine der höchsten in ganz Nordamerika, ist aber zwischen 2004 und 2005 um 10,5 Prozent zurückgegangen. Den Hauptanteil der Eigentumsdelikte machen Autodiebstähle aus.

### Städtepartnerschaften
Vancouver war 1944 durch die Partnerschaft mit Odessa eine der ersten Städte, die eine internationale Städtepartnerschaft einging. Seitdem kamen weitere Städtekooperationen hinzu.
- Odessa, Ukraine (seit 1944)
- Yokohama, Japan (seit 1965)
- Edinburgh, Vereinigtes Königreich (seit 1978)
- Guangzhou, China (seit 1985)
- Los Angeles, USA (seit 1986)

### Wappen und Flagge
| Wappen von Vancouver |
| Wappenbegründung: Das Wappen Vancouvers besteht in der heutigen Form seit 1969 und wurde vom College of Arms verliehen. Das Wappenschild zeigt – eingerahmt von Schildhaltern, Helm, Helmkleinod und Wahlspruch – je vier blaue und weiße gewellte Balken, darüber in den Ecken je eine Hartriegelblüte mit weißen Kronblättern, grünen Blütenblättern und orangem Fruchtblatt. Geteilt wird der Schild von einem sich nach unten verjüngenden indianischen Totempfahl. |

Die erstmals 1983 gehisste Flagge Vancouvers besteht aus einem grünen Dreieck im Liek mit der Stadtplakette auf goldenem Schild sowie wechselnden blauen und weißen Wellen auf der Flugseite.

## Kultur und Sehenswürdigkeiten

### Architektur und Stadtbild

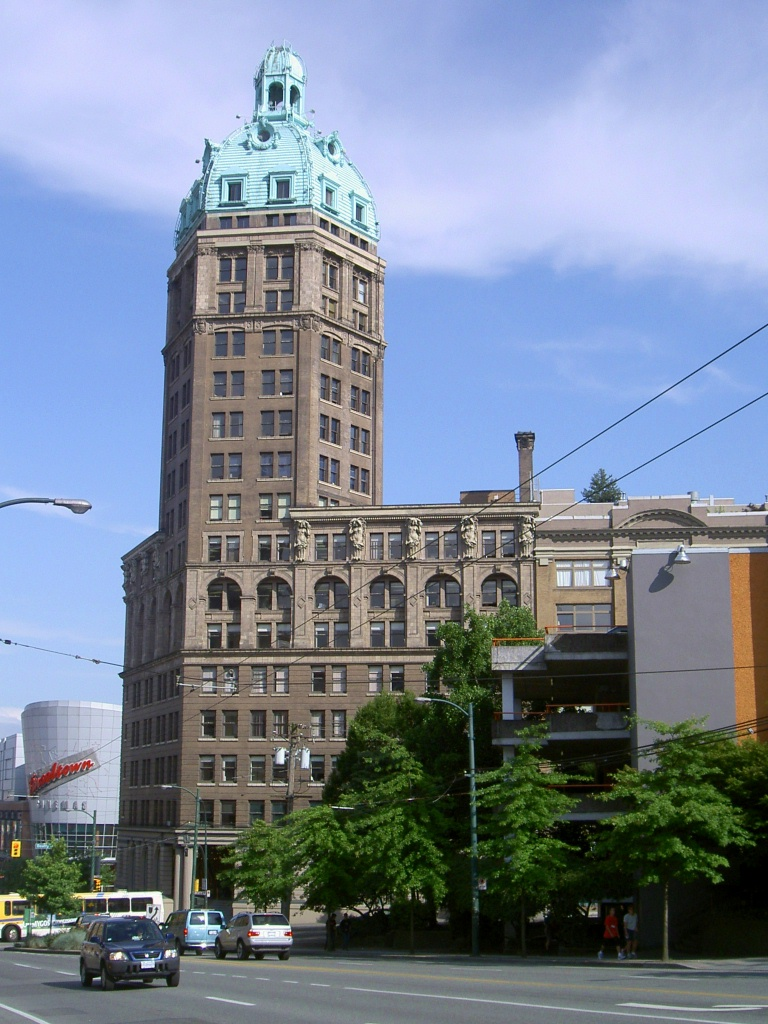
Sun Tower

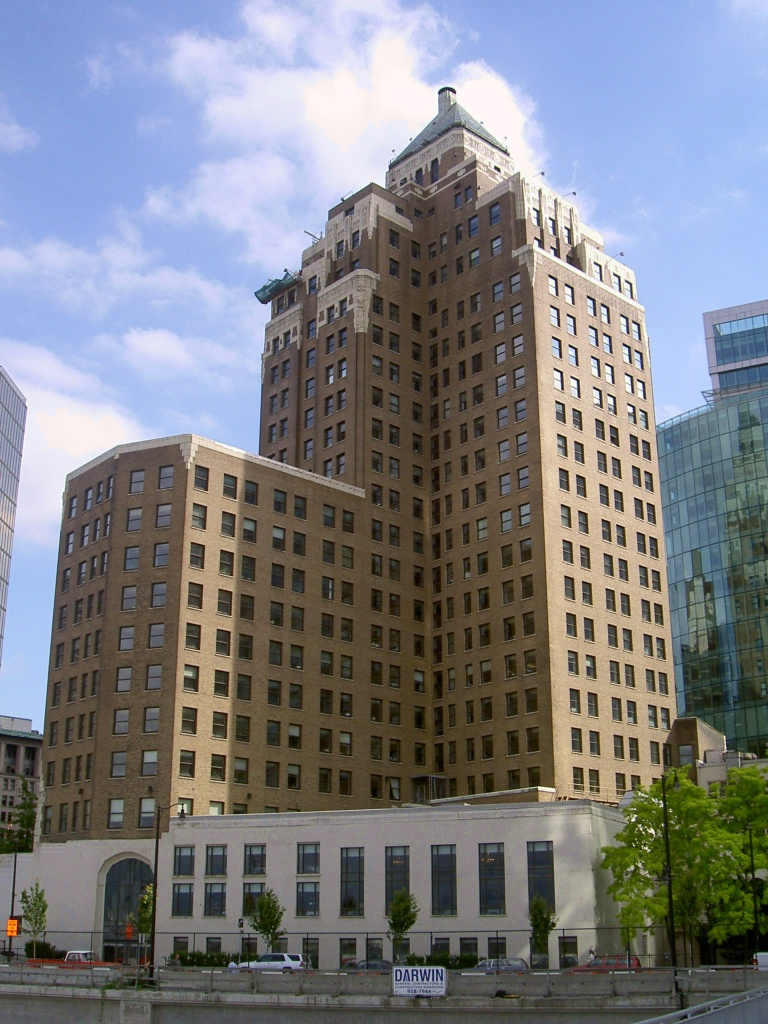
Marine Building

Vancouver ist baulich betrachtet eine sehr junge Stadt, weshalb durchweg moderne Gebäude das Stadtbild prägen. Einige sind in architektonischer Hinsicht herausragend, so zum Beispiel das an das Kolosseum erinnernde Hauptgebäude der Vancouver Public Library oder das zeltartige Gebäude Canada Place, der ehemalige kanadische Pavillon der Weltausstellung 1986.
Aus den ersten Jahrzehnten des 20. Jahrhunderts sind einige markante Bauten erhalten geblieben. Dazu gehören unter anderem die neoklassizistische Vancouver Art Gallery (ein ehemaliges Gerichtsgebäude) und das mit Terrakotta-Ziegeln verkleidete Dominion Building. Letzteres war von 1908 bis 1910 das höchste Gebäude des Britischen Empire, diese Rolle hatte anschließend bis 1912 der im Beaux-Arts-Stil erbaute Sun Tower mit seiner markanten grünen Kuppel inne. Ein Wahrzeichen der Stadt ist das 1930 im Art-déco-Stil erbaute Marine Building, das dem New Yorker Empire State Building nachempfunden ist. Mehr als drei Jahrzehnte lang, von 1939 bis 1972, war das Hotel Vancouver das höchste Gebäude der Stadt. Das The Qube entstand 1970.
Die Liste der höchsten Gebäude in Vancouver führt das im Januar 2009 fertiggestellte Living Shangri-La mit einer Höhe von 201 m an (Stand 2010). 1989 genehmigte der Stadtrat „Richtlinien zum Schutz der Aussicht“ (view protection guidelines), die 1990 erweitert wurden. Diese legen im Stadtzentrum mehrere Korridore fest, in denen die Gebäude eine gewisse Höhe nicht überschreiten dürfen, um so die uneingeschränkte Aussicht auf die North Shore Mountains zu garantieren. Die Richtlinien erwiesen sich als erfolgreiche städtebauliche Maßnahme, doch wurde die Skyline Vancouvers von vielen als flach und visuell wenig interessant empfunden.
Im Jahr 1997 gab der Stadtrat eine Studie in Auftrag, um zu prüfen, ob die Errichtung höherer Gebäude zur Akzentuierung der Skyline möglich sei, ohne die Aussicht auf die Berge zu stören. Im Ergebnis wurden fünf Standorte ermittelt, an denen die Gebäude die Begrenzung von 137 m überschreiten dürfen, und zwei weitere Standorte im Nordwesten des zentralen Geschäftsviertels, an denen die Gebäude bis zu 122 m hoch sein dürfen (31 m höher als die dort geltende Begrenzung). Acht Jahre später waren fünf dieser sieben Standorte bebaut oder in der Genehmigungsphase. Das höchste dieser neuen Gebäude war der Living Shangri-La, der das bisher höchste Gebäude, das One Wall Centre, um 51 Meter übertraf.

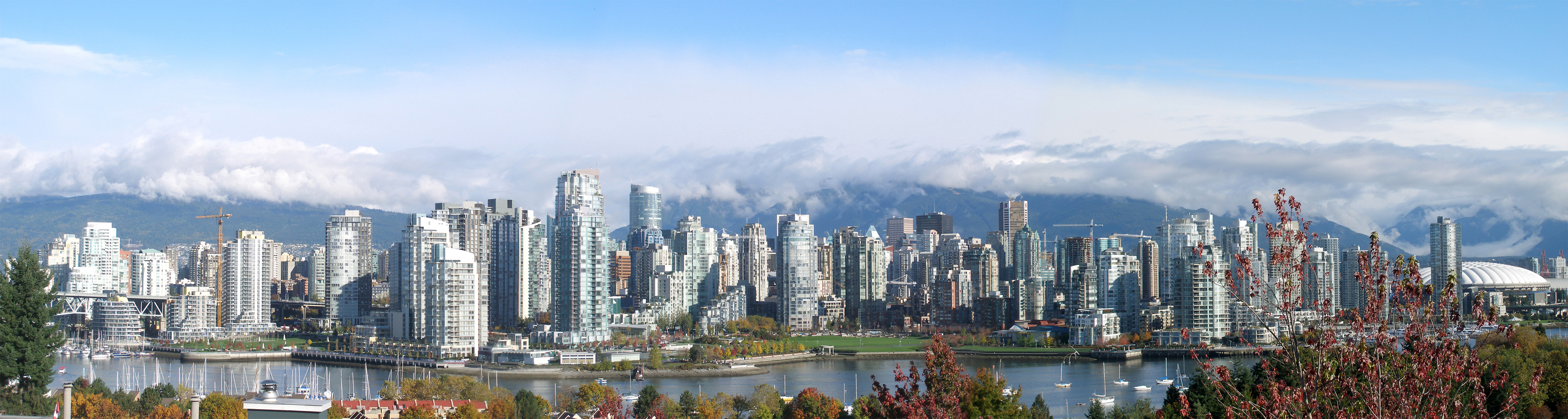
Skyline von Vancouver, im Hintergrund die North Shore Mountains

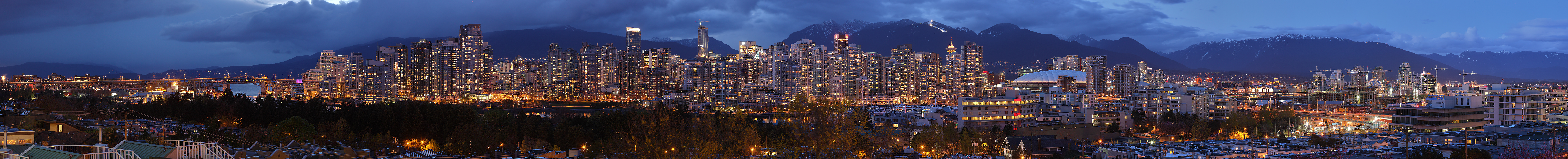
Skyline von Vancouver in der Dämmerung, von Süden gesehen

Die zahlreichen Parks und Gärten in Vancouver sind zusammen 1298 Hektar groß, was rund elf Prozent der Fläche der Stadt entspricht. Der größte ist der 404 Hektar große Stanley Park mit dem Vancouver Aquarium. Ebenfalls von Bedeutung ist der Queen Elizabeth Park. In Chinatown befindet sich der Dr. Sun Yat-Sen Classical Chinese Garden. Vancouver besitzt zwei botanische Gärten, den VanDusen Botanical Garden im Stadtbezirk Shaughnessy und den UBC Botanical Garden (inkl. dem Nitobe Memorial Garden) auf dem Gelände der University of British Columbia.

### Kunst und Kultur
Museen und Galerien

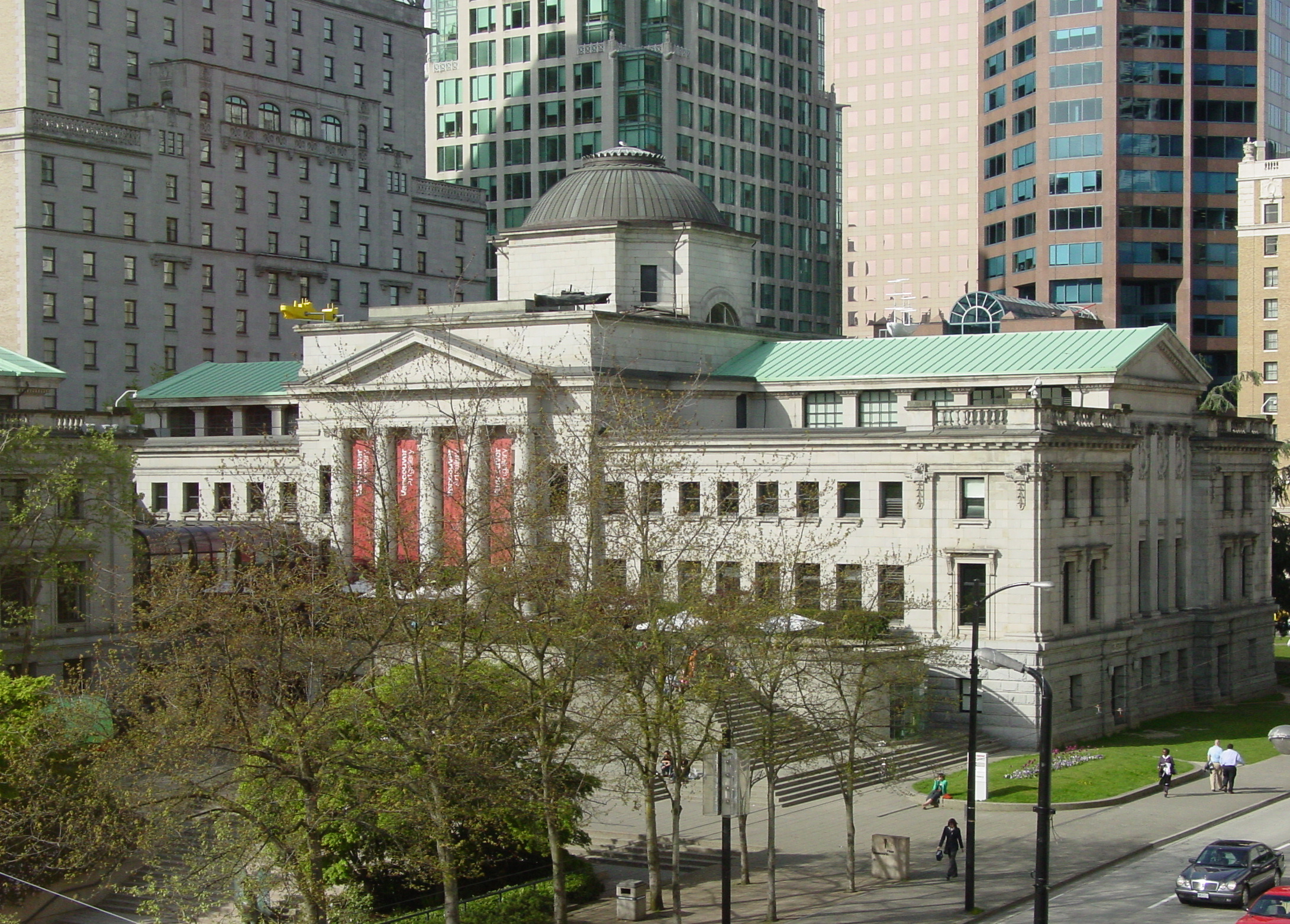
Vancouver Art Gallery

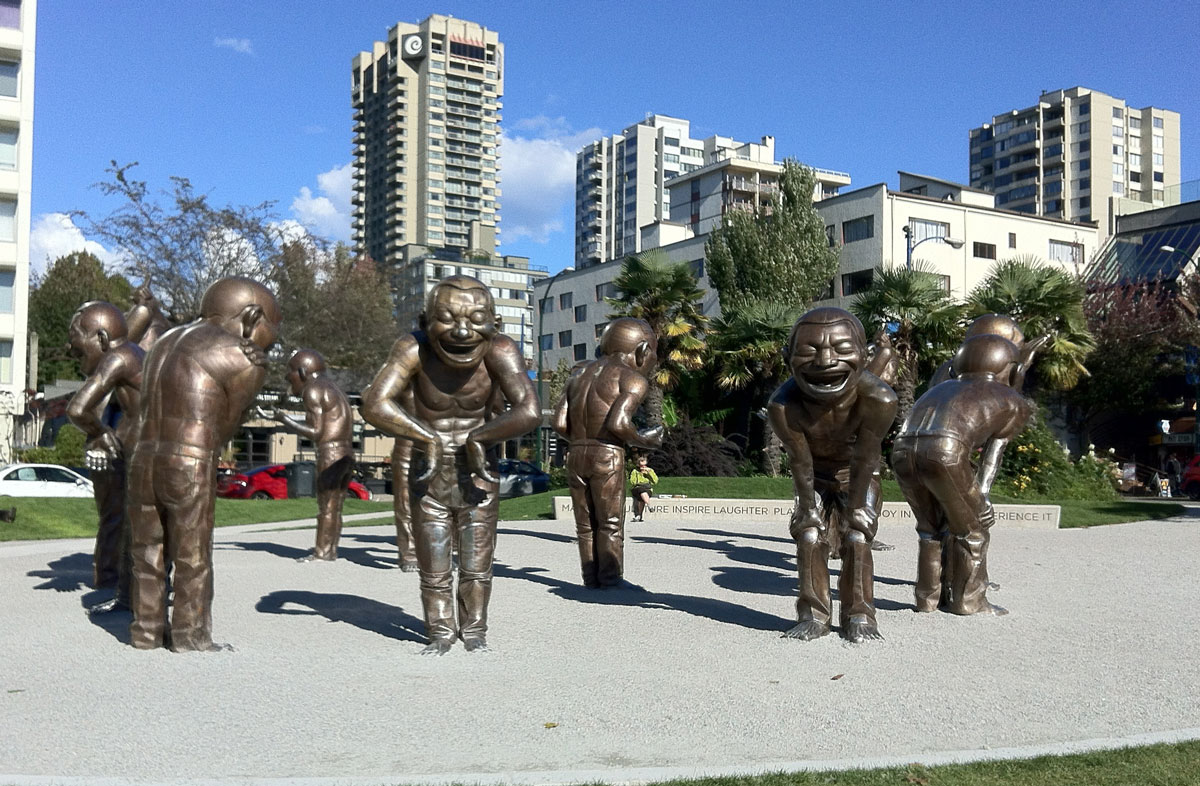
Skulpturenpark A-maze-ing Laughter von Yue Minjun an der English Bay nahe Morton Park

Vancouver besitzt mehrere Museen und Galerien. Die in einem ehemaligen Gerichtsgebäude beheimatete Vancouver Art Gallery ist mit rund 8.000 Kunstwerken (darunter 200 bedeutende Werke von Emily Carr und Illustrationen von Marc Chagall) das größte Kunstmuseum in Westkanada. Im Vancouver Maritime Museum, einem Schifffahrtsmuseum, ist unter anderem der Schoner St. Roch ausgestellt, das erste Schiff überhaupt, das die Nordwestpassage von Pazifik zum Atlantik vollendete. Das Museum of Anthropology auf dem Gelände der University of British Columbia ist eines der führenden Museen für die Kultur der First Nations im pazifischen Nordwesten, während das Museum of Vancouver das größte städtische Museum des Landes ist. Science World befasst sich auf spielerische Weise mit der Welt der Wissenschaft, das Vancouver Police Centennial Museum bringt den Besuchern die Geschichte der Polizei Vancouvers näher.
Skulpturen und eine Dampfuhr
Vom chinesischen Künstler Yue Minjun wurde ein Skulpturenpark mit 14 Bronzeskulpturen unter dem Titel A-maze-ing Laughter geschaffen und im Rahmen der „Vancouver International Biennale“ (2009–2011) aufgestellt. Die Skulpturen der lachenden Männer – jede ist etwa 2,50 m hoch – befindet sich in der Nähe des Morton Park.
An der Kreuzung der Quebec Street und der Milross Avenue befindet sich die Installation Trans Am Totem.
1986 gründete die kulturelle Gemeinschaft von Greater Vancouver eine Allianz zur Förderung und Entwicklung der kulturellen Vielfalt in der Region. Die Allianz dient heute als Sprachrohr von ca. 320 Gruppen und Künstlern. Ihr Ziel ist es, in der Stadt eine höhere Akzeptanz für Kunst zu schaffen und den Beitrag der Kunst zum gesellschaftlichen Leben zu verdeutlichen.
In Gastown steht als Besonderheit die steam clock, eine mit Dampf betriebene öffentliche Uhr, die alle 15 Minuten pfeift.
Theater und Musik
Bedeutende Theater in Vancouver sind die Arts Club Theatre Company, die Vancouver Playhouse Theatre Company, das Touchstone Theatre, das Studio 58, das Carousel Theatre und United Players of Vancouver. Freiluftvorstellungen werden im Sommer von Bard on the Beach und Theatre Under the Stars angeboten. Darüber hinaus finden jedes Jahr das Fringe Festival und das International Film Festival statt.
Vancouver spielt in der Entwicklung der kanadischen Musik eine wichtige Rolle, insbesondere in den Sparten Klassik, Folk und Pop. Führend war die Stadt in der Entwicklung des Punk mit Bands wie D.O.A. und No Means No, aber auch beim Post-Industrial, wobei hier vor allem Skinny Puppy, Delerium und Front Line Assembly zu nennen sind. Eher dem Mainstream-Geschmack angepasst sind Bryan Adams, Nickelback, Diana Krall, Sarah McLachlan, Michael Bublé und Loverboy. Als bekannteste Hip-Hop-Formation gilt Swollen Members.

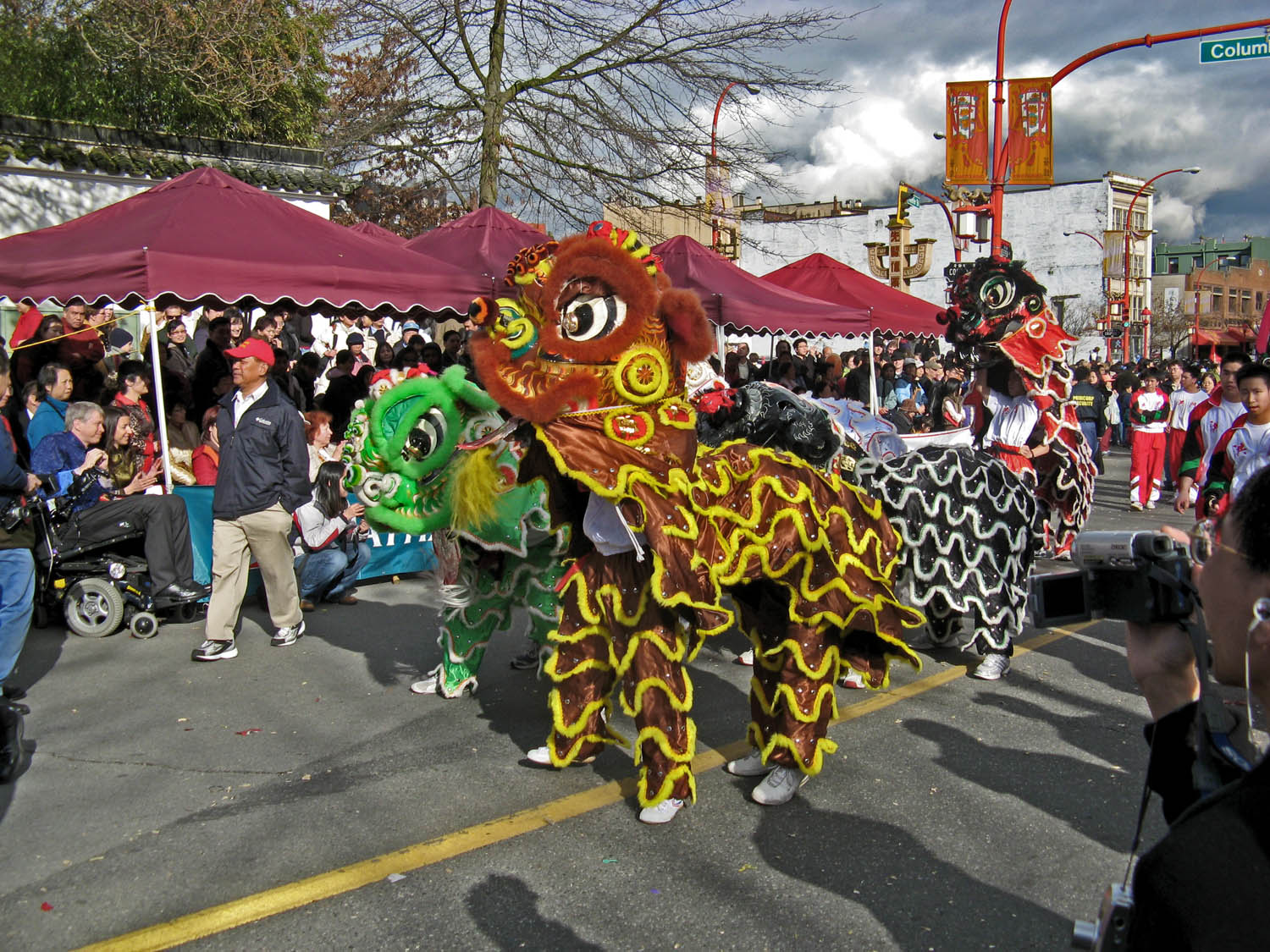
Chinesisches Neujahrsfest

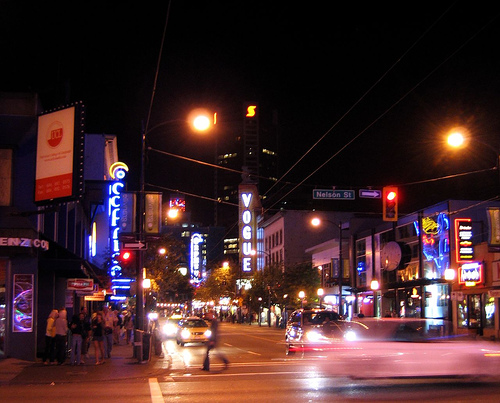
Nachtleben an der Granville Street

Größere Rock- und Popkonzerte finden in der Rogers Arena, im BC Place Stadium und im Pacific Coliseum statt, weniger bekannte Künstler treten im Plaza of Nations, im Commodore Ballroom, im Orpheum Theatre oder im Vogue Theatre auf. Jedes Jahr finden in Vancouver zwei bedeutende Musikfestivals statt, das Vancouver Folk Music Festival und das Vancouver International Jazz Festival. Aus Vancouver stammen auch zwei professionelle Orchester, das CBC Radio Orchestra und das Vancouver Symphony Orchestra. Die Vancouver Opera tritt im Queen Elizabeth Theatre auf.
Regelmäßige Veranstaltungen und Freizeitmöglichkeiten
Eine der bekanntesten Veranstaltungen ist Celebration of Light, ein mit Musik unterlegter Feuerwerk-Wettbewerb an den Stränden der English Bay, der jeweils Ende Juli und Anfang August von über 1,5 Millionen Zuschauern verfolgt wird. Die ethnischen Minderheiten der Stadt tragen ebenfalls ihren Teil zum kulturellen Geschehen bei, insbesondere die Chinesen. Diese feiern das chinesische Neujahrsfest mit einer großen Parade und tragen im Juni auf dem False Creek ein internationales Drachenboot-Rennen aus.
Vancouver besitzt eine einflussreiche Lesben- und Schwulenbewegung. Im Juli 2003 war British Columbia die zweite kanadische Provinz, welche die gleichgeschlechtliche Ehe als verfassungsmäßiges Recht anerkannte, wenige Wochen nach Ontario. Die Schwulen- und Lesbenszene konzentriert sich um die Davie Street im Stadtzentrum; dieses Gebiet ist auch unter dem Namen Davie Village bekannt. Jedes Jahr findet in Vancouver eine der größten Gay-Pride-Paraden des Landes statt.
Das Nachtleben in Vancouver war in der Vergangenheit, im Gegensatz zu anderen Städten, eher eingeschränkt. Gründe dafür waren die frühe Nachtruhe für Bars und Nachtclubs sowie die Zurückhaltung der Stadtbehörden, die weitere Entwicklung zu fördern. Dies änderte sich 2003, als die Öffnungszeiten verlängert und Verordnungen gelockert wurden. Die Stadt unternahm Anstrengungen, den Stadtteil Downtown (insbesondere die Gegend um die Granville Street) als Vergnügungszentrum zu etablieren.

### Sport und Erholung

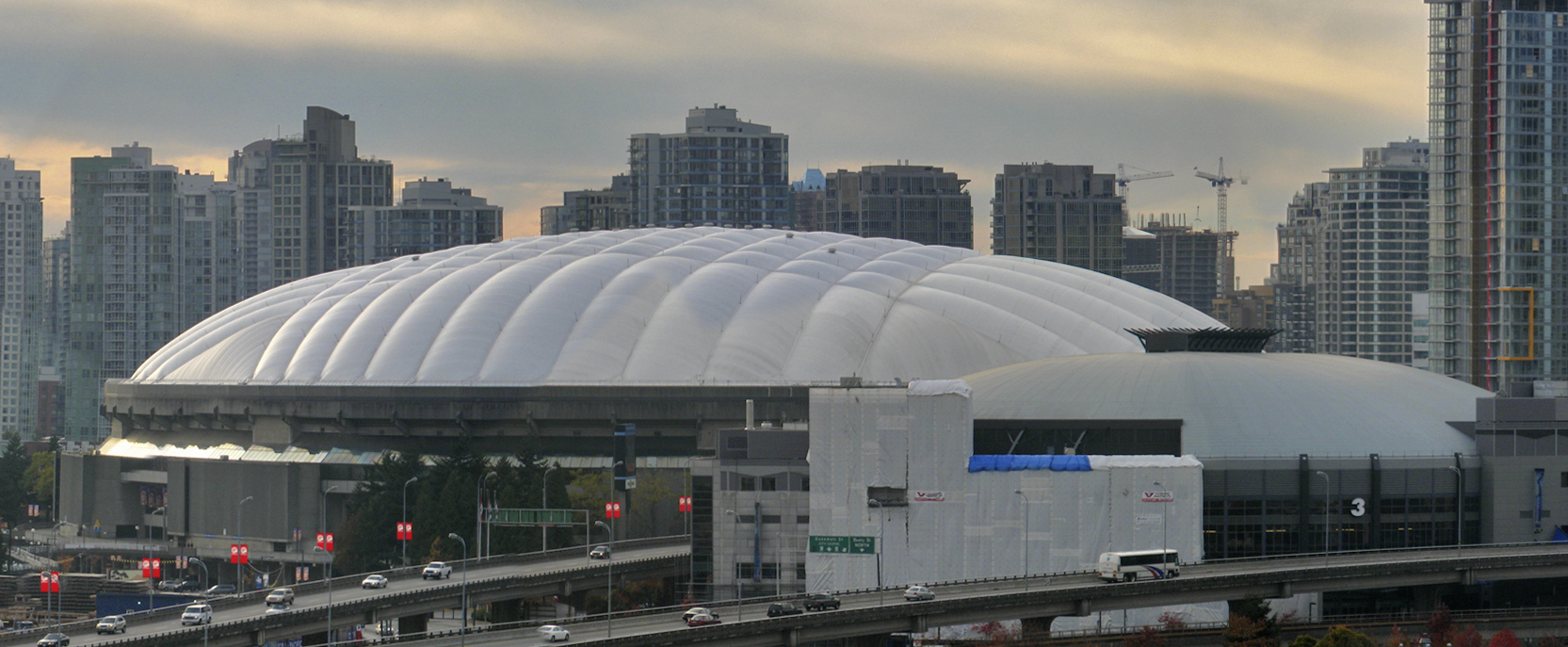
BC Place Stadium mit dem ursprünglichen Dach, die Kuppel rechts davor ist die Rogers Arena

Beliebteste Sportart der Einwohner ist Eishockey; es gibt zwei Profimannschaften, die Vancouver Canucks in der NHL und die Vancouver Giants in der Juniorenliga WHL. Das dominierende Team zu Beginn des 20. Jahrhunderts waren die Vancouver Millionaires, die 1915 den Stanley Cup gewannen. Von 1973 bis 1975 existierte mit den Vancouver Blazers eine weitere Profimannschaft, die der World Hockey Association angehörte.
Canadian Football, die kanadische Variante des American Footballs, wird durch die Profimannschaft British Columbia Lions in der CFL ausgeübt. Die Vancouver Canadians spielen in der Northwest League, einer der Ligen im Minor League Baseball (unterklassiger Profibaseball). Die Vancouver Whitecaps verfügen über je eine Fußball-Profimannschaft für Männer und Frauen, die in der Major League Soccer bzw. der W-League vertreten sind. Professioneller Basketball konnte sich nicht durchsetzen, die NBA-Mannschaft Vancouver Grizzlies zog 2001 nach Memphis (Tennessee) um.

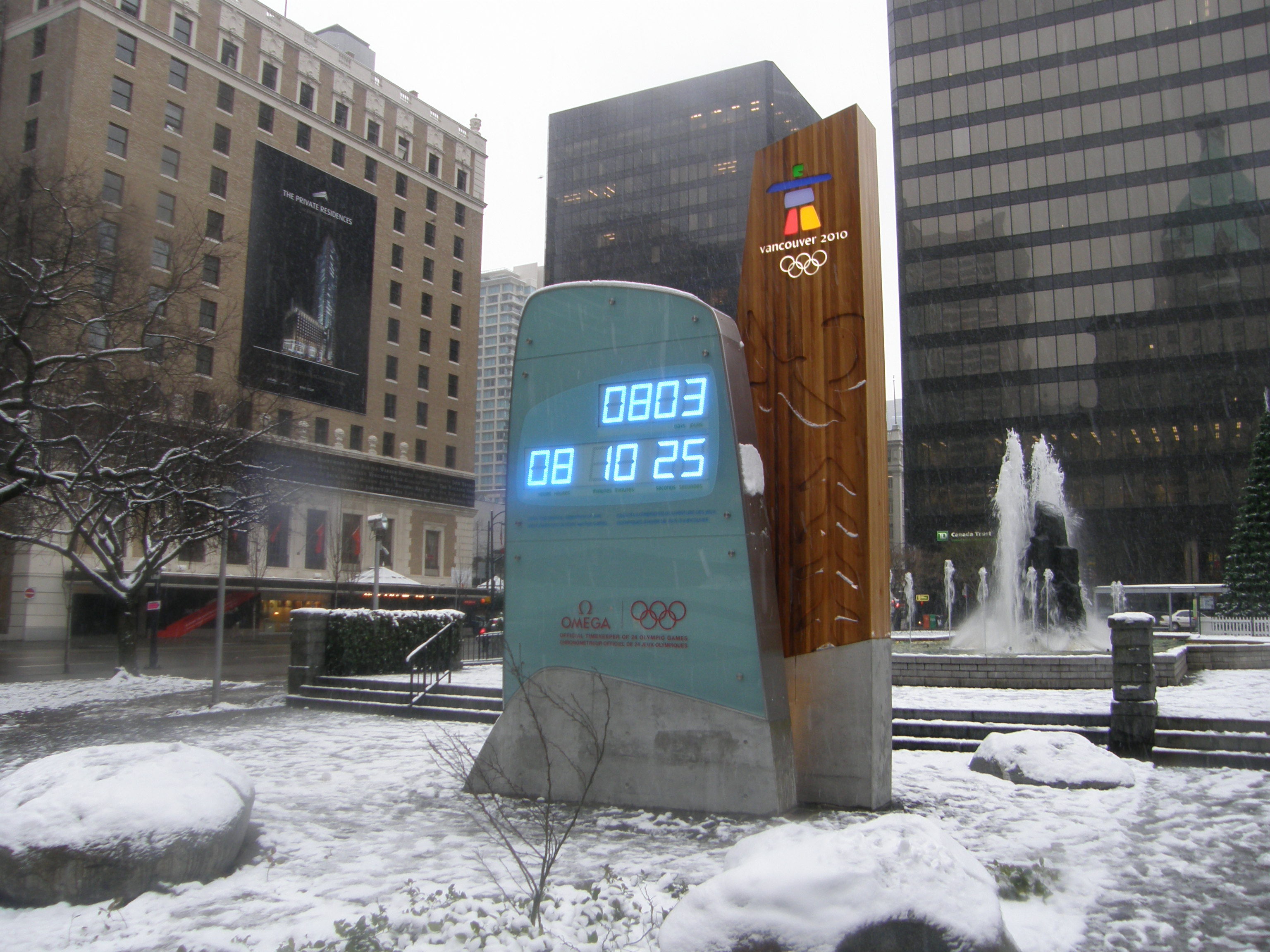
Diese Uhr im Stadtzentrum zeigte die verbleibende Zeit bis zum Beginn der Olympischen Winterspiele 2010 an.

Übersicht der professionellen Sportmannschaften:
| Verein                    | Sportart             | Liga                     | Stadion            |
| ------------------------- | -------------------- | ------------------------ | ------------------ |
| Vancouver Canucks         | Eishockey            | National Hockey League   | Rogers Arena       |
| British Columbia Lions    | Canadian Football    | Canadian Football League | BC Place Stadium   |
| Vancouver Canadians       | Baseball             | Northwest League         | Nat Bailey Stadium |
| Vancouver Giants          | Eishockey (Junioren) | Western Hockey League    | Pacific Coliseum   |
| Vancouver Whitecaps       | Fußball              | Major League Soccer      | BC Place Stadium   |
| Vancouver Whitecaps women | Fußball              | W-League                 | Swangard Stadium   |

Die beliebtesten Mannschaftssportarten auf Amateurebene sind Gaelic Football und Hallen-Lacrosse. Vancouver ist seit 1994 Austragungsort des Slam City Jam, der nordamerikanischen Skateboard-Meisterschaft. Jeweils im Mai findet der Vancouver-Marathon statt, im April der 10-Kilometer-Lauf Vancouver Sun Run. Von 1990 bis 2004 wurden auf einem Stadtkurs Champ-Car-Rennen durchgeführt.
Sport für jedermann ist bei den Vancouvern weit verbreitet, es sind viele Jogger in den Parkanlagen und der Uferpromenade, Kanuten im False Creek und Segler in der English Bay zu sehen. Darüber hinaus gibt es ein gut ausgebautes Radwegenetz, Beachvolleyballplätze, Kajakverleihstationen, Schwimmbäder und Kunsteisbahnen.
Entlang der Küste befinden sich zahlreiche Strände. Diese erstrecken sich einerseits am Westrand der Innenstadt vom Stanley Park bis zum False Creek, andererseits entlang der gesamten Südküste der English Bay. Zu den insgesamt 18 Kilometer langen Stränden gehören First Beach, Jericho Beach, Kitsilano Beach, Locarno Beach, Second Beach, Spanish Bank, Sunset Beach und Third Beach.

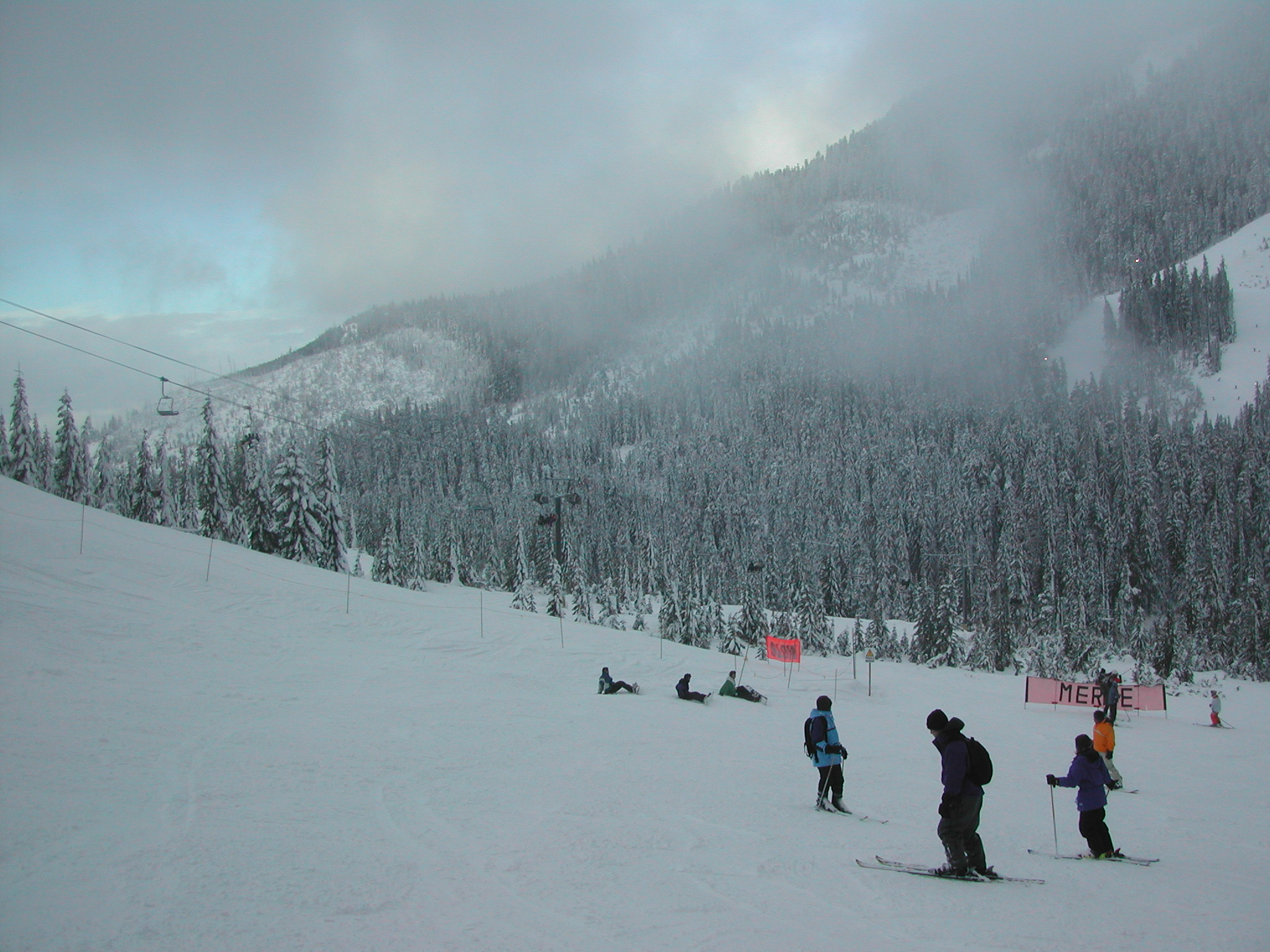
Wintersportgebiet Cypress Mountain

In den nahe gelegenen North Shore Mountains befinden sich die drei Wintersportgebiete Cypress Mountain, Grouse Mountain und Mount Seymour. Diese können innerhalb einer halben Stunde vom Stadtzentrum aus erreicht werden, die Wintersaison dauert in der Regel von Anfang Dezember bis Ende April. Rund zwei Autostunden entfernt liegt Whistler mit weiteren Wintersportmöglichkeiten. Durch die Berge zieht sich ein ausgedehntes Netz von Wanderwegen und Mountainbike-Routen, Letztere sind als North-Shore-Trails bekannt. Auf dem Capilano River, dem Lynn Creek und dem Seymour River wird Kanusport und Rafting ausgeübt. Die North Shore Mountains bieten auch zahlreiche Möglichkeiten zum Sportklettern.
In Vancouver fanden die Commonwealth Games 1954 statt. Die Stadt war 2009 Austragungsort der World Police and Fire Games und 2010 Austragungsort der Olympischen Winterspiele.

## Wirtschaft und Infrastruktur

### Wirtschaft

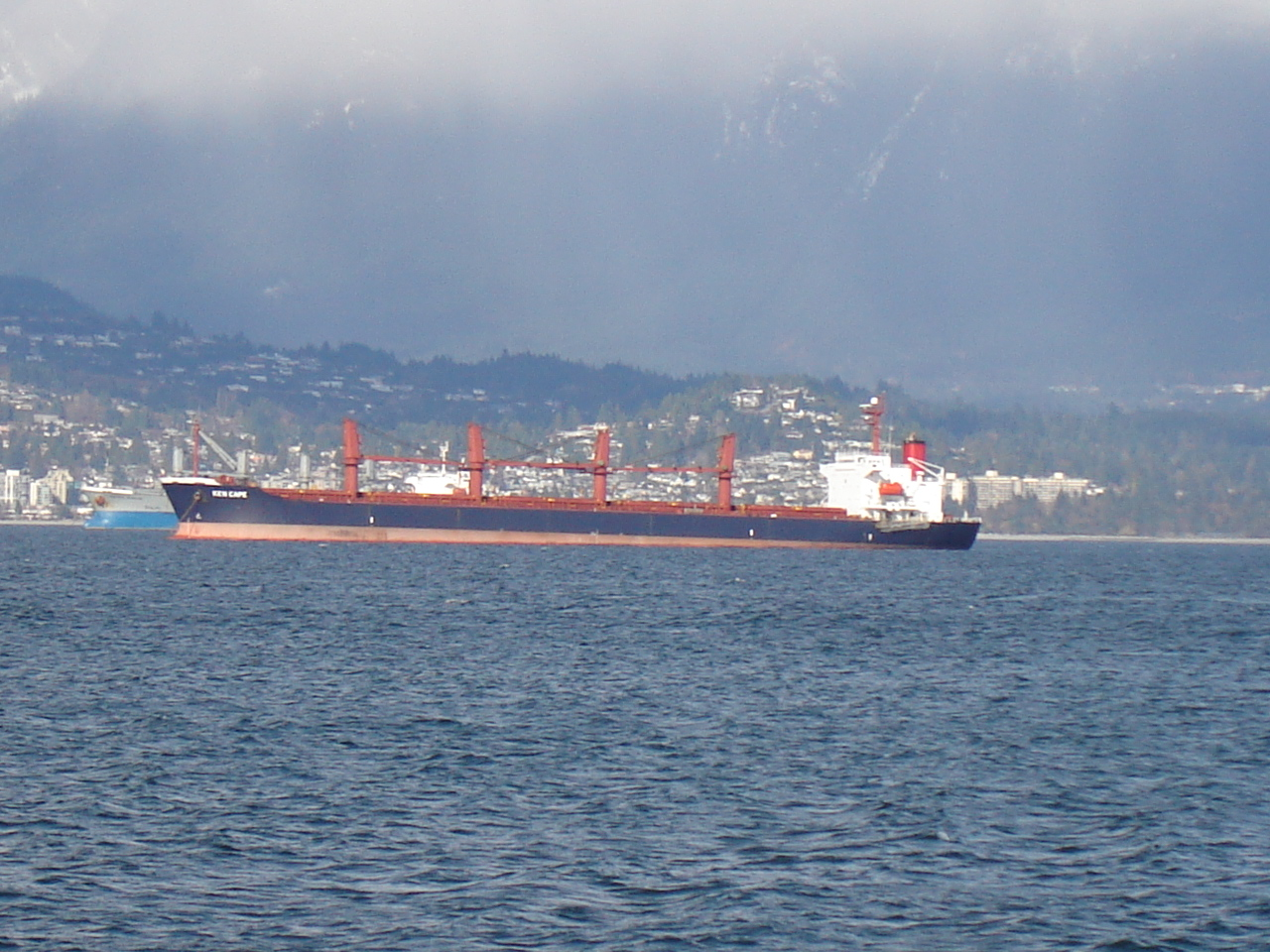
Ein Frachtschiff ankert in der English Bay und wartet auf eine Passage zu den Hafenanlagen im Burrard Inlet.

Der Handel macht den Hauptanteil der Wirtschaft Vancouvers aus. Der Hafen Vancouver ist der größte Kanadas und der zweitgrößte an der Westküste Nordamerikas (bei den Exporten ist er der größte des Kontinents). Pro Jahr werden mit mehr als 90 Ländern Waren im Wert von 43 Milliarden CAD gehandelt. Der Hafen schafft rund 69.200 Arbeitsplätze und generiert vier Milliarden CAD Bruttoinlandsprodukt.
Ein weiteres Standbein der Wirtschaft Vancouvers ist die Forstwirtschaft. Globale Konzerne wie Canfor oder West Fraser Timber (zweitgrößter bzw. drittgrößter Holzproduzent der Welt) haben hier ihren Hauptsitz. Ebenso ist Vancouver Hauptsitz zahlreicher Bergbau-Unternehmen wie Teck Resources und Goldcorp. Die Börse Vancouvers, die Vancouver Stock Exchange (heute ein Teil der Toronto Stock Exchange), ist für kleinere bis mittlere Bergbauunternehmen der weltweit bedeutendste Markt für Risikokapital. Vancouver verfügt über zahlreiche Filialen nationaler und internationaler Banken und Dienstleistungsunternehmen (z. B. HSBC, RBC, BMO, CIBC).
Vancouver ist nach Los Angeles und New York City der drittwichtigste Standort der nordamerikanischen Film- und Fernsehindustrie. Rund zehn Prozent aller Hollywood-Filme werden in und um Vancouver gedreht, weshalb die Stadt häufig als „Hollywood North“ bezeichnet wird.  Die Vancouver Film Studios gehören zu den bedeutendsten Film- und Fernsehstudios weltweit, weitere Unternehmen der Film- und Fernsehbranche haben ihren Sitz in verschiedenen Vororten. Gründe für das Ausweichen nach Vancouver sind der günstige Wechselkurs des kanadischen Dollars, die gleiche Zeitzone wie Los Angeles sowie die landschaftliche und architektonische Vielfalt in Greater Vancouver, die es ermöglicht, Szenerien aus (fast) der ganzen Welt nachzustellen. Begünstigt wird die Filmindustrie auch durch Steuererleichterungen der kanadischen Regierung.
Zahlreiche Universitäten und die hohe Lebensqualität führten zur Ansiedlung mehrerer Spitzentechnologie- und Software-Unternehmen. In der Region hat sich ein besonders großer Cluster von Computerspiele-Entwicklern gebildet, die größten sind Electronic Arts und Relic Entertainment. Darüber hinaus entwickelt sich Vancouver zum Zentrum der Forschung an Brennstoffzellen. So hat der weltweit führende Hersteller Ballard Power Systems seinen Hauptsitz in der Nachbarstadt Burnaby, während das Institut für Brennstoffzellenforschung des National Research Council of Canada sich in Vancouver befindet.
Insbesondere seit der Weltausstellung Expo 86 hat die Bedeutung des Tourismus stark zugenommen. Neben zahlreichen Sehenswürdigkeiten, Parks und Stränden in Vancouver selbst sind es vor allem die vielfältige Natur in der Umgebung und die damit verbundenen Freizeitaktivitäten, die viele Touristen anziehen. Das 126 km nördlich gelegene Whistler-Blackcomb-Resort ist eines der beliebtesten Skigebiete Nordamerikas. Auch in den näher gelegenen North Shore Mountains sind viele Sommer- und Wintersportmöglichkeiten vorhanden. Ab Vancouver verkehren regelmäßig Kreuzfahrtschiffe, üblicherweise in Richtung Alaska. Mit knapp 3,9 Millionen ausländischen Besuchern stand Vancouver 2016 auf Platz 34 der meistbesuchten Städte weltweit. Touristen brachten im selben Jahr Einnahmen von 2,1 Milliarden US-Dollar. Die meisten ausländischen Besucher kamen aus den USA und Asien.

### Verkehr
Innerstädtische Bahnen

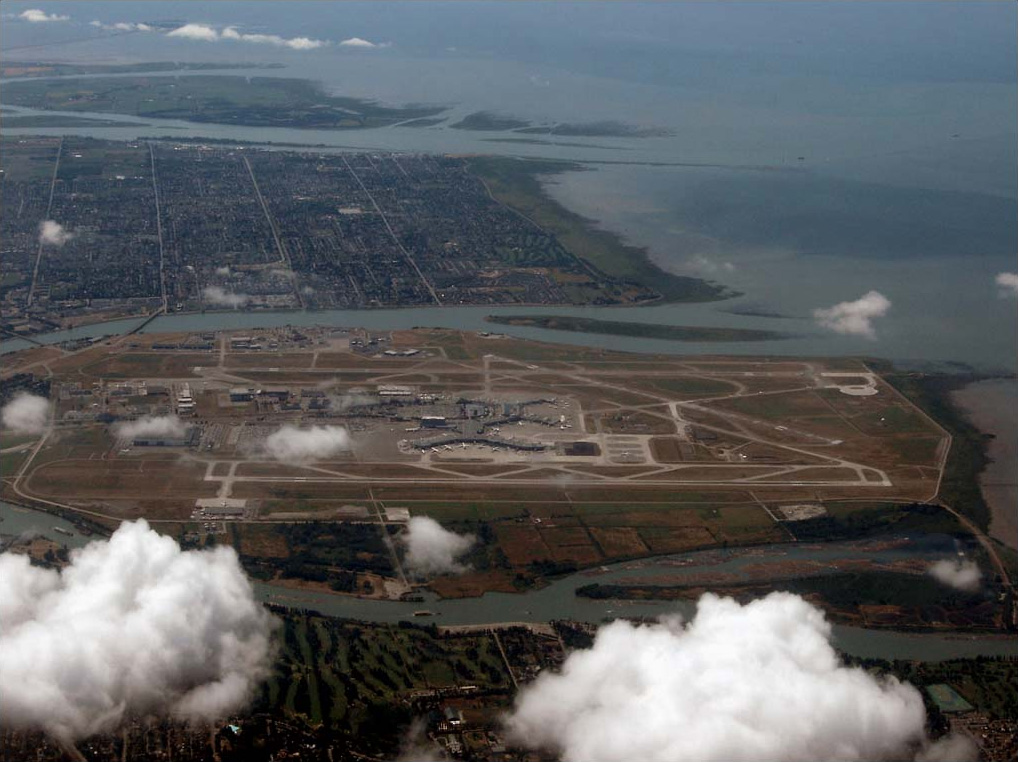
Vancouver International Airport

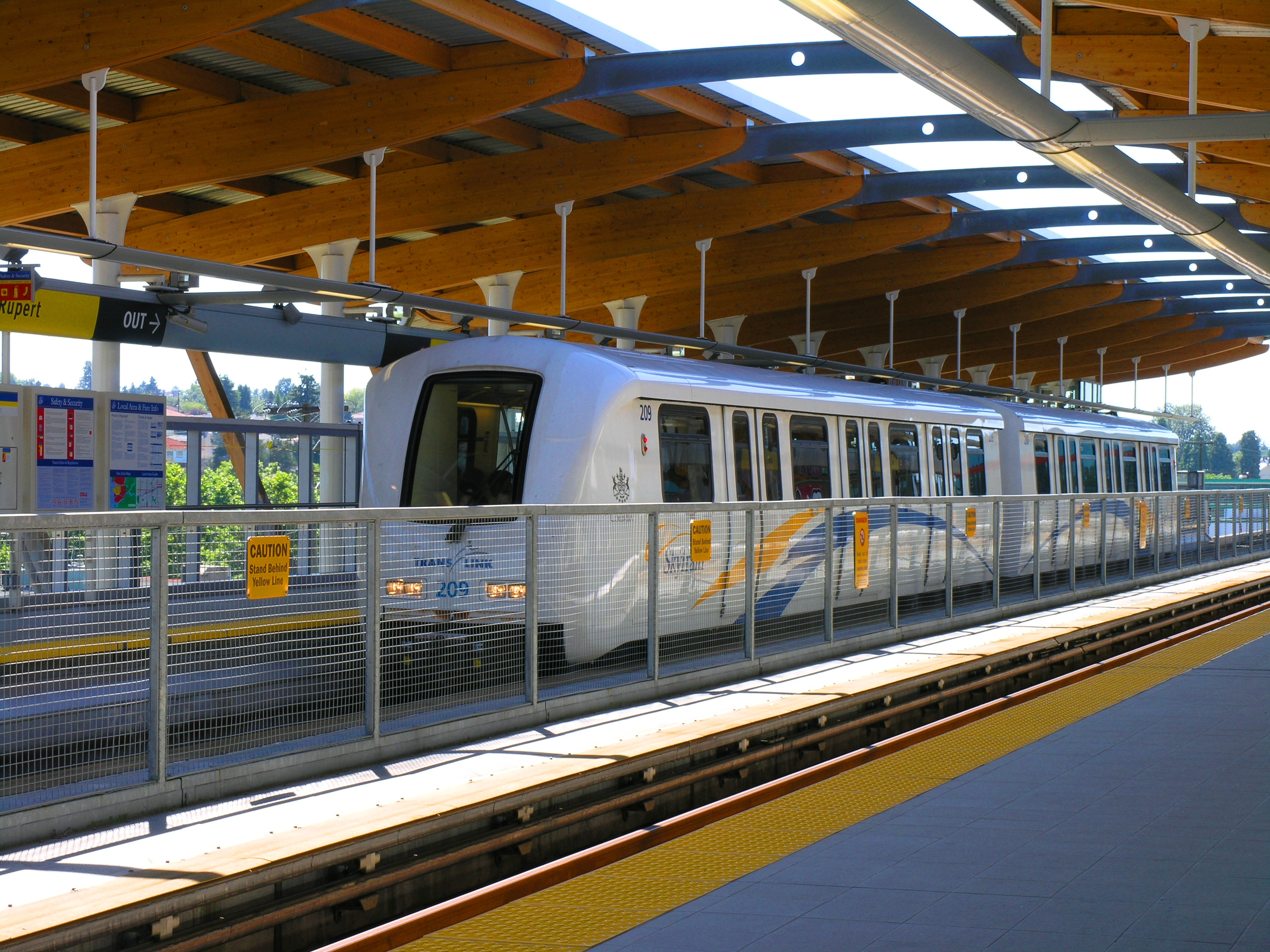
SkyTrain

Seit 1998 ist die Verkehrsgesellschaft TransLink für fast alle Belange des Verkehrswesens in Metro Vancouver und in Teilen des angrenzenden Fraser Valley Regional District zuständig, mit Ausnahme des überregionalen Schienen- und Fährverkehrs und der Taxis. TransLink betreibt in diesem Gebiet den öffentlichen Personennahverkehr und übernimmt teilweise oder gänzlich die Finanzierung und den Unterhalt von Straßen und Brücken (ohne Autobahnen).
Rückgrat des öffentlichen Personennahverkehrs in Vancouver und Umgebung ist der vollautomatisch fahrende SkyTrain, der größtenteils als Hochbahn ausgeführt ist. Die Expo Line und die Millennium Line führen nach Burnaby, New Westminster und Surrey. Seit dem 17. August 2009 verbindet die Canada Line das Stadtzentrum mit Richmond und dem Flughafen. Im Auftrag von TransLink betreiben die Gesellschaften Coast Mountain Bus Company und West Vancouver Blue Bus ein dichtes Busnetz. 13 Linien werden außerdem durch den Oberleitungsbus Vancouver bedient. Dieser ersetzte 1948 die Straßenbahnen und Interurbans der British Columbia Electric Railway, die von 1890 bis 1958 existierten. Im Jahr 2008 gab es bei der Stadtverwaltung Studien zur Wiedereinführung der Straßenbahn; die erste Linie soll von Granville Island entlang des False Creek über den Bahnhof Waterfront zum Stanley Park führen. Im Jahr 2019 wurde diese Studie unter dem Aspekt einer potentiell langfristigen Realisierung aktualisiert. Entlang des Südufers des False Creek verkehrt an Sommerwochenenden die Vancouver Downtown Historic Railway, eine Museumsstraßenbahn. Außerdem sind im Stadtzentrum Gastown als Touristenattraktion historische Omnibusse im Einsatz.
Flughafen
Der Vancouver International Airport befindet sich in der Nachbarstadt Richmond auf Sea Island, einer Insel im Mündungsdelta des Fraser River. Vancouvers Flughafen ist der zweitgrößte Kanadas und der zweitgrößte an der Westküste Nordamerikas mit internationalen Flügen. Weitere bedeutende Flughäfen in der Umgebung sind der Abbotsford International Airport in Abbotsford und der Boundary Bay Airport in Delta. Im Stadtzentrum befinden sich zusätzlich Anlegestellen für Wasserflugzeuge, insbesondere für die Fluggesellschaft Harbour Air, die von hier aus Flüge in Richtung Vancouver Island, in den Norden, sowie Rundflüge über der näheren Umgebung anbietet. Etwas östlich des Canada Place befindet sich ferner ein Landeplatz für Hubschrauber; auch von hier werden Linienflüge angeboten.
Der Flugunfall der Airwest Airlines im Vancouver Harbour 1978 forderte 11 Todesopfer.
Straßennetz
Aufgrund raumplanerischer Maßnahmen und der geographischen Lage gibt es in Vancouver mit einer Ausnahme keine Autobahnen. Die einzige ist der Trans-Canada Highway im äußersten Osten der Stadt. Alle anderen verengen sich vor der Stadtgrenze zu Hauptstraßen. Generell ist das Straßennetz der Metropole nach einem Gittermuster aufgebaut. Durch die Stadt zieht sich ein 170 km langes Radwegnetz. Die meisten Radwege führen entlang verkehrsberuhigter Nebenstraßen, im dichter besiedelten Stadtzentrum überwiegen Radfahrstreifen.
Wasserfahrzeuge
Zwischen Vancouver und Vancouver Island gibt es keine direkte Fährverbindung. Fähren von BC Ferries verkehren von der Horseshoe Bay westlich von West Vancouver nach Nanaimo und Bowen Island sowie von Tsawwassen in der Gemeinde Delta nach Swartz Bay unweit der Provinzhauptstadt Victoria und zu den Gulf Islands. Die SeaBus-Fähre verbindet die Stadtzentren von Vancouver und North Vancouver miteinander.
Der Hafen macht die Stadt zum wichtigsten Endpunkt der beiden transkontinentalen kanadischen Güterbahnen Canadian Pacific Railway und Canadian National Railway. Auch die amerikanische BNSF Railway (früher Great Northern Railway) besitzt eine Strecke nach Vancouver. Die Canadian Pacific erreichte die Stadt 1887, die Great Northern 1891 und die Canadian Northern (Vorgängerin der Canadian National) 1915. Die Bahngesellschaften bieten direkte Güterzüge nach Chicago, dem Eisenbahndrehkreuz Nordamerikas, sowie nach New York/New Jersey an. Die notwendigen Rangieranlagen der Gesellschaften liegen alle außerhalb des Stadtgebietes. In North Vancouver endet das Streckennetz der seit 2004 zur CN gehörenden British Columbia Railway.
Eisenbahnfernverkehr
InterCity-Züge zu anderen kanadischen Städten werden von VIA Rail unter der Bezeichnung The Canadian angeboten und fahren vom Bahnhof Pacific Central ab. Amtrak Cascades bietet eine Verbindung nach Seattle an. Ausflugszüge von Great Canadian Railtour verkehren unter dem Namen Rocky Mountaineer nach Calgary, Jasper und Whistler. Der West Coast Express ist ein Pendlerzug, der vom Bahnhof Waterfront nach Mission verkehrt.
Überlandbusse von Greyhound Canada verkehrten bis Ende 2018 vom Bahnhof Pacific Central aus, der Betrieb wurde jedoch eingestellt.

### Bildung
Schulen
Die Stadt Vancouver bildet den Schulbezirk 39, mit rund 57.000 Schülern und 119 Schulen der zweitgrößte in British Columbia. Wie auch in anderen Teilen der Provinz gibt es eine Vielzahl an privaten Schulen, die Anspruch auf eine Teilfinanzierung durch den Staat besitzen – dazu gehören religiöse, säkulare und sonderpädagogische Schulen, von denen die meisten zusätzlich Studiengebühren verlangen. Darüber hinaus gibt es drei Schulen, die Unterricht in französischer Sprache anbieten. Diese unterstehen dem Conseil scolaire francophone de la Colombie-Britannique, der für frankophone Schüler in der gesamten Provinz zuständig ist.
Hochschulen und Universitäten

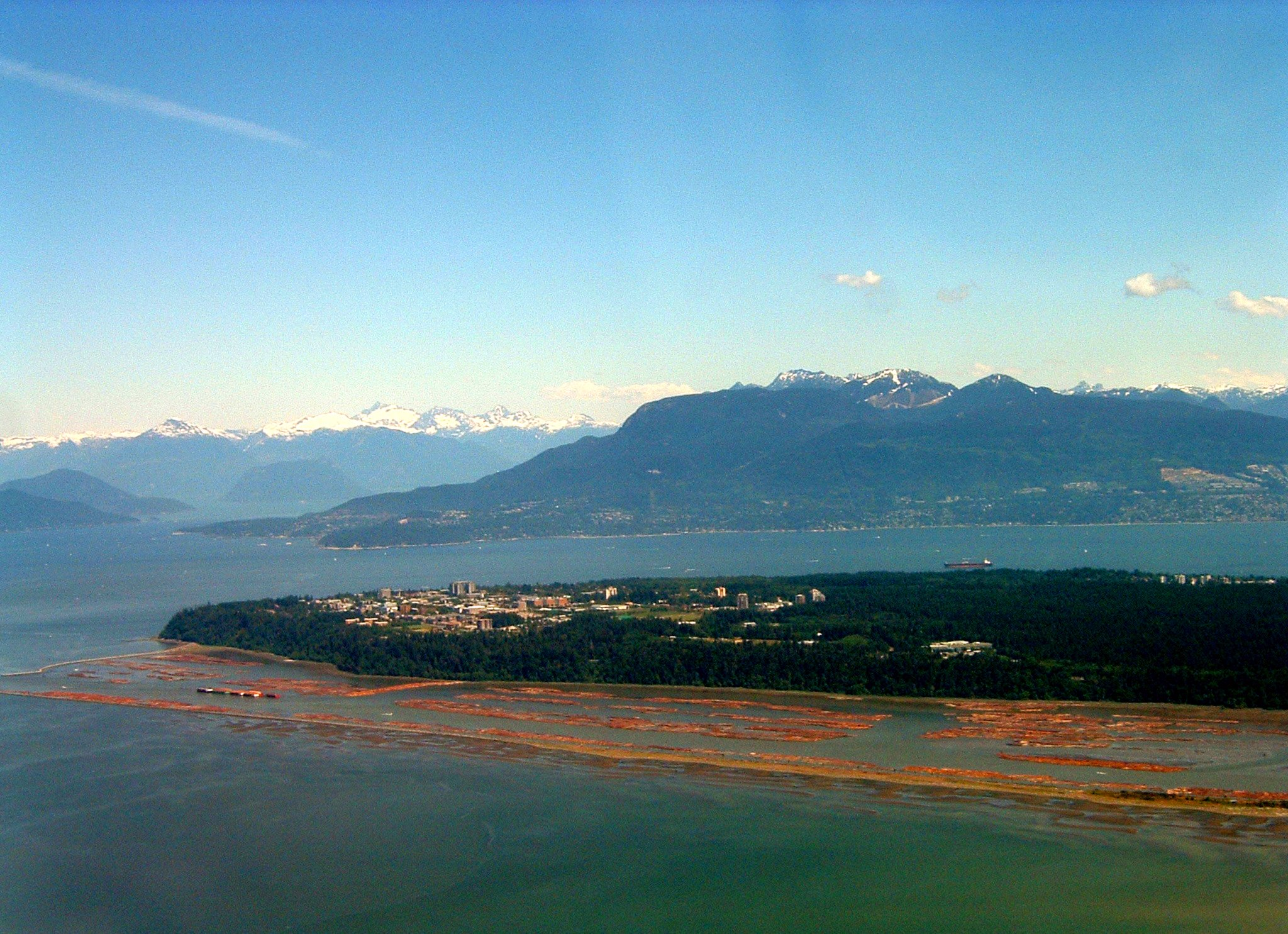
Campus der University of British Columbia westlich der Stadt

In der Region Vancouver gibt es zwei bedeutende staatliche Universitäten. Die University of British Columbia (UBC) wurde 1908 gegründet und befindet sich unmittelbar westlich der Stadt an der Westspitze der Burrard-Halbinsel. Die 1965 gegründete Simon Fraser University (SFU) hat ihren Hauptsitz in Burnaby. Die UBC und die SFU besitzen vom jeweiligen Campus ausgelagerte Lehreinrichtungen in Vancouver. Das British Columbia Institute of Technology in Burnaby ist eine technische Universität mit Zweigstellen in Vancouver, Richmond und North Vancouver. Im September 2007 wurde in Vancouver ein Campus der privaten Fairleigh Dickinson University eröffnet.
Bedeutende Kunsthochschulen sind die Emily Carr University of Art and Design, die Vancouver Film School und das Studio 58. Zwei Fachhochschulen (in Kanada college genannt) bieten in Vancouver ebenfalls höhere Ausbildungslehrgänge an, es sind dies das Vancouver Community College und das Langara College.
Das Collège Éducacentre bietet Erwachsenenbildung in französischer Sprache.

### Medien

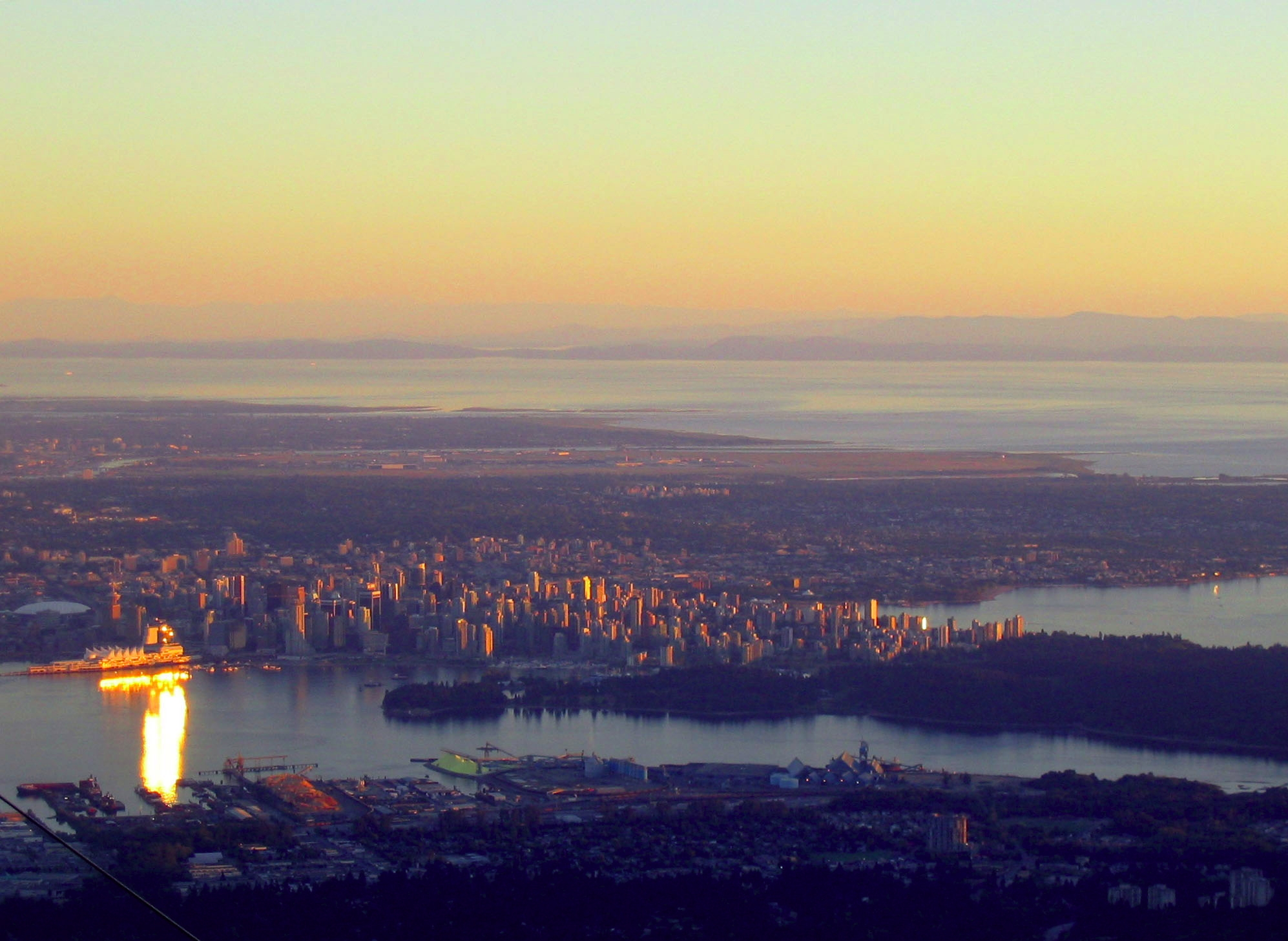
Aussicht vom Grouse Mountain auf Vancouver in der Abenddämmerung

In Vancouver erscheinen zwei regionale Tageszeitungen, The Vancouver Sun und The Province. Beide werden von der Pacific Newspaper Group herausgegeben, einer Tochtergesellschaft von CanWest Global Communications. Zwei landesweit erscheinende Tageszeitungen, The Globe and Mail und National Post werden ebenfalls vertrieben. Die drei Tageszeitungen Ming Pao, Sing Tao Daily und World Journal richten sich an den chinesischsprachigen Teil der Bevölkerung. 24 Hours und Metro sind kostenlose Pendlerzeitungen. Ebenfalls kostenlos ist die Wochenzeitung The Georgia Straight. Zweimal wöchentlich erscheint die Lokalzeitung Vancouver Courier.
Auch in British Columbia sind die national tätigen Fernsehanstalten mit regionalen Ablegern vertreten. Bei den öffentlich-rechtlichen Anstalten Canadian Broadcasting Corporation und Télévision de Radio-Canada sind dies die Sender CBUT und CBUFT, während die kommerziellen Anbieter Citytv, CH, Global und CTV mit Citytv Vancouver, CHEK-TV, Global BC und CTV British Columbia vertreten sind. Der Sender Global BC hat die höchsten Marktanteile im Nachrichtenbereich. Channel m richtet sich an die zahlreichen Immigranten und sendet in fünf asiatischen Sprachen.
Die drei wichtigsten Radiostationen sind CBC Radio One, CKNW und News1130. Daneben gibt es eine Vielzahl von Sport- oder Nachrichtensendern, hauptsächlich auf AM, sowie zahlreiche Musiksender, die mehrheitlich auf FM zu empfangen sind.

## Persönlichkeiten
Vancouver ist der Geburts- und Wirkungsort zahlreicher prominenter Persönlichkeiten. Aufgrund der großen Bedeutung der Stadt für die nordamerikanische Filmindustrie sind unter ihnen viele Schauspieler vertreten. Zu den bekanntesten gehören James Doohan (Star Trek), Hayden Christensen (Star Wars) und Yvonne De Carlo (The Munsters). Aus Vancouver stammen zahlreiche bekannte Sportler, die sich insbesondere im Eishockey, dem kanadischen Nationalsport, hervorgetan haben. Glenn Anderson ist sechsmaliger Gewinner des Stanley Cup, Olympiasieger Paul Kariya gilt als einer der bekanntesten Kanadier japanischer Herkunft.
Aufgrund der sehr kurzen Amtszeiten hatten nur wenige Bürgermeister einen nachhaltigen Einfluss auf die Entwicklung der Stadt. Der erste, Malcolm Alexander MacLean, leitete den Wiederaufbau nach dem Stadtbrand von 1886. Louis Denison Taylor übte das Amt zwischen 1910 und 1934 vier Mal aus, seine Amtszeit von insgesamt elf Jahren ist die längste aller bisherigen Bürgermeister. Larry Campbells frühere Tätigkeit als Leichenbeschauer diente als Vorlage für die erfolgreiche Fernsehserie Da Vinci’s Inquest. Gordon Campbell war Premierminister von British Columbia von 2001 bis 2011 und ist seit 2011 kanadischer Botschafter in Großbritannien.
Ebenfalls Einfluss auf die kanadische Politik übte Squamish-Häuptling Joseph Capilano (eigentlich Su-á-pu-luck) aus, der 1906 dem britischen König eine Petition überbrachte, um damit gegen die Enteignung und Zwangsassimilierung der Ureinwohner zu protestieren. Der Leiter der Versammlung der First Nations, Shawn Atleo, stammt ebenfalls aus Vancouver. Der Umweltaktivist David McTaggart gründete hier Greenpeace.